# Internationaler Militäreinsatz in Libyen 2011
Der internationale Militäreinsatz in Libyen umfasste bewaffnete Operationen zur Einrichtung einer Flugverbotszone, zum Schutz der Zivilbevölkerung in Libyen, zur Unterstützung der Aufständischen gegen die Regierungstruppen und zur Durchsetzung des Waffenembargos durch Marineschiffe.
Während des Bürgerkriegs in Libyen schlug die Arabische Liga dem Sicherheitsrat der Vereinten Nationen die Einrichtung einer Flugverbotszone vor, um Truppen des Gaddafi-Regimes von Luftangriffen auf die eigene Bevölkerung abzuhalten. Am 17. März 2011 ermächtigte die UN-Resolution 1973 die UN-Mitgliedsstaaten zur Einrichtung einer „Flugverbotszone über Libyen“ unter Beachtung des allgemeinen Waffenembargos und ohne Einsatz von Besatzungstruppen.
Am Nachmittag des 19. März 2011 begannen die Militäraktionen mit der französischen Opération Harmattan. Operation Odyssey Dawn (deutsch Morgendämmerung der Odyssee) war der Name für die US-amerikanische Beteiligung an dem Einsatz, Operation Ellamy war der britische Anteil, Operation MOBILE der kanadische.
Die NATO-Operation zur Durchsetzung des Waffenembargos mittels des Einsatzes von Marineeinheiten trug den Namen Unified Protector und begann am 22. März 2011.
Faktisch diente der Militäreinsatz auch der Unterstützung der Aufständischen und es fanden regelmäßig Konsultationen mit deren Militärführern statt. Gleichwohl erlitten Rebellen-Einheiten Verluste durch Militärschläge der Koalition.

## Vor Beginn der Intervention
Der libysche Bürgerkrieg mit seinen zivilen Opfern erfuhr seit Beginn im Februar 2011 große Aufmerksamkeit in westlichen Medien. Fast zwei Wochen wurde über die Einrichtung einer Flugverbotszone in verschiedenen internationalen Gremien diskutiert. Einen Abschluss fand die Diskussion erst mit der UN-Resolution 1973 und dem Sondergipfel in Paris. Der im Resolutionstext vorgenommene Ausschluss von „Besatzungstruppen“ (englisch „excluding a foreign occupation force of any form on any part of Libyan territory“) wird aber von den an der Operation beteiligten Staaten offenkundig unterschiedlich ausgelegt, wenigstens nach Ansicht der britischen Führung ist hiervon der Einsatz von Spezialtruppen nicht erfasst. Medienberichten zufolge operierten nämlich zahlreiche Trupps der Spezialeinheiten SAS, SRR und SBS zum Zwecke der Zielbestimmung und Aufklärung. In Teilen der öffentlichen Debatte wird der Ausschluss von „Besatzungstruppen“ hingegen als genereller Ausschluss von Bodentruppen gelesen.

### Organisation der Islamischen Konferenz
Für den Ausschuss der Ständigen Vertreter der Organisation der Islamischen Konferenz (OIC) erklärte Generalsekretär Ekmeleddin İhsanoğlu am 8. März: „Wir schließen uns denjenigen an, die eine Flugverbotszone befürworten, und rufen den UN-Sicherheitsrat an, die Verantwortung in dieser Angelegenheit zu übernehmen.“ Gleichzeitig wandte er sich gegen jede militärische Einmischung in Libyen am Boden.

### Afrikanische Union
Der Rat für Frieden und Sicherheit der Afrikanischen Union (AU) traf sich am 10. März, um unter anderem über die Libyenfrage zu sprechen. Der teilnehmende libysche Außenminister Mussa Kussa verteidigte die Positionen des Gaddafi-Regimes in diesem Gremium. Der Kommissar für Sicherheitsfragen der AU, Ramtane Lamamra, sagte am 11. März 2011 nach einem Gipfeltreffen in Addis Abeba, die AU lehne ausländische Militärinterventionen jeder Art einschließlich einer Flugverbotszone ab. Die AU trete für die Einheit und territoriale Integrität Libyens ein. Der Rat für Frieden und Sicherheit (PSC), dem 15 AU-Staaten, darunter Libyen, angehören, werde ein aus fünf Staatschefs und dem Kommissionspräsidenten Jean Ping zusammengesetztes Gremium zur Beobachtung der Lage in Libyen einsetzen. Als Mitglieder der nach Libyen entsandten PSC-Friedenskommission, welche zu einem schnellen Ende der Gewalt beitragen sollte, wurden neben dem Vorsitzenden der PSC die Staatschefs von Südafrika (Jacob Zuma), Mali (Amadou Toumani Touré), Mauretanien (Abdul Aziz), Uganda (Yoweri Museveni) und der Republik Kongo (Denis Sassou Nguesso) benannt. Das libysche Staatsfernsehen begrüßte am 13. März 2011 die Einsetzung des Gremiums und hieß seine Mitglieder in Libyen willkommen.

### Staaten der Europäischen Union
Auf einem Sondergipfel zur Krise in Libyen am 11. März kam es zu Differenzen unter den Mitgliedsländern der Europäischen Union. Der französische Präsident Sarkozy sagte, sein Land und Großbritannien würden möglicherweise militärisch eingreifen. Deutschland lehnte diesen Standpunkt ab. Ebenso enthielt sich Polen und beteiligte sich nicht an dem geplanten Militäreinsatz in Libyen. Bulgarien schickte seine Fregatte Draski zur Sicherung des Seewegs. Des Weiteren nahmen EU-Länder wie Finnland, Schweden, Österreich, Tschechien, die Slowakei, Estland, Lettland, Litauen, Ungarn und Rumänien am Militäreinsatz nicht teil.
Eine in deutschen Augen ungewöhnliche Rolle als Resolutionsführer spielte der französische Philosoph und Intellektuelle Bernard-Henri Lévy, der sich nach einem Besuch bei den libyschen Rebellen Anfang März 2011 in einem Telefonat beim französischen Präsidenten Sarkozy erfolgreich für eine militärische Intervention zugunsten der Aufständischen einsetzte.
Die zurückhaltende Politik der Bundesregierung, die sich im Sicherheitsrat enthielt und zusammen mit China für eine Waffenruhe und eine diplomatische Lösung eintrat, führte zu Verstimmungen in den Außenbeziehungen Deutschlands. Innenpolitisch wurde Außenminister Guido Westerwelle deshalb kritisiert. Die Entscheidung gilt als Abkehr von traditionellen außenpolitischen Grundsätzen.

### Arabische Liga
Der Golf-Kooperationsrat forderte am 11. März 2011 in Riad die Arabische Liga dazu auf, gegen die Gewalt in Libyen einzuschreiten. Zu einem solchen Handeln gehöre auch das Verhängen einer Flugverbotszone zum Schutz von Zivilisten.
Die Außenminister der Arabischen Liga trafen zur Beratung der Lage in Libyen am Nachmittag des 12. März 2011 in Kairo zusammen. Sie forderten nach einem Medienbericht den Sicherheitsrat der Vereinten Nationen auf, eine Flugverbotszone einzurichten. Das ägyptische Staatsfernsehen berichtete, die Liga habe sich zudem entschlossen, mit dem Nationalrat der Aufständischen in Bengasi in Verbindung zu treten. Der Rat repräsentiere aus Sicht des arabischen Staatenbunds das libysche Volk. Um zu erfahren, welche Pläne der oppositionelle Nationalrat in Bengasi für den Fall der Entmachtung Gaddafis hat, hatten mehrere arabische Länder bereits inoffiziell Kontakt zur Übergangsregierung aufgenommen. Dies wurde nach einem im Anschluss an den Sondergipfel der Liga am 12. März 2011 erschienenen Bericht in Kairo bekannt. Am 11. März 2011 war eine diplomatische Delegation Gaddafis in Kairo eingetroffen. Es war zunächst unklar geblieben, ob sie an der Sitzung der Liga teilnehmen konnte.
Der deutsche Außenminister Guido Westerwelle verwies auf Widersprüchlichkeiten in der Haltung der Arabischen Liga: Einerseits sei diese für ein Flugverbot, andererseits lehne sie eine Intervention in Libyen ab.
Gemäß einem Sprecher der Arabischen Liga könnte es zu einer Beteiligung der Vereinigten Arabischen Emirate und des Emirats Katar an der diskutierten Flugverbotszone kommen. Für Ägypten erklärte die Sprecherin des ägyptischen Außenministeriums Menha Bakhoum am 17. März dagegen, dass es in Libyen nicht militärisch intervenieren werde: „Ägypten wird nicht zu diesen arabischen Staaten gehören. Wir werden uns an keinerlei militärischer Intervention beteiligen. Keine Intervention, Punkt.“ Auch das benachbarte Tunesien erklärte, dass man sich „an keiner militärischen Intervention gegen Libyen beteiligen werde, in keiner Weise.“

### Vereinte Nationen
Am 17. März 2011 kurz nach 23:30 Uhr beschloss der UN-Sicherheitsrat mit seiner Resolution 1973 die Einrichtung einer Flugverbotszone über Libyen mit zehn Stimmen dafür, keiner Stimme dagegen und fünf Enthaltungen. Diese Nachricht wurde in Bengasi mit einem Feuerwerk und Schüssen in die Luft gefeiert. Deutschland enthielt sich, weil es betonte, keine eigenen Truppen einsetzen zu wollen. Allerdings unterstützte man die Ziele der Resolution. Die weiteren Enthaltungen stammen von Russland, China, Indien und Brasilien.
Die Resolution fordert an erster Stelle einen sofortigen Waffenstillstand und ein vollständiges Ende der Gewaltanwendungen und aller Angriffe gegen Zivilisten. Als zweites spricht sie sich für eine Intensivierung der Anstrengungen aus, eine Lösung zu finden, die „den legitimen Forderungen des libyschen Volkes Rechnung trägt“, und weist diesbezüglich auf die Entscheidung des Generalsekretärs der Vereinten Nationen hin, seinen Sondergesandten für Libyen, Abdul Ilah al-Chatib, nach Libyen zu entsenden. Des Weiteren hingewiesen wird auf die Entscheidung des Sicherheitsrates der Afrikanischen Union, eine Vermittlergruppe nach Libyen zu entsenden, die dort einen Dialog voranbringen soll, der zu einer friedlichen und dauerhaften Lösung führen solle. Darüber hinaus erlaubt die Resolution jedoch auch die Einrichtung einer Flugverbotszone über Libyen und alle anderen „erforderlichen Maßnahmen“ zum Schutz der libyschen Zivilbevölkerung. Das bereits mit Resolution 1970 verhängte allgemeine Waffenembargo wurde ausdrücklich bestätigt. Der Einsatz von „Besatzungstruppen“ (engl.: occupation forces) in Libyen wurde ausgeschlossen, je nach Lesart und Auslegung der Resolution kann somit der Einsatz von Spezialkräften zur Zielmarkierung und Aufklärung, von Militärberatern, Verbindungsoffizieren und Ausbildern auf Seiten der Rebellen oder etwa auch von CSAR-Einheiten zur Rettung abgeschossener Piloten durchaus zulässig sein. Mitgliedstaaten der Vereinten Nationen dürfen auch individuell handeln.
Kurz vor der Abstimmung hatte der ständige Vertreter der Russischen Föderation bei den Vereinten Nationen Witali Tschurkin vorgeschlagen, der UN-Sicherheitsrat solle zuerst über eine Resolution für einen Waffenstillstand in Libyen abstimmen. Die Botschafterin der Vereinigten Staaten bei den Vereinten Nationen Susan Rice sagte daraufhin, eine Mehrheit im Sicherheitsrat sei gegen eine separate Resolution für einen Waffenstillstand. Ein Waffenstillstand könnte aber in die Resolution über eine Flugverbotszone aufgenommen werden.

### Australien
Australiens Außenminister Kevin Rudd warnte am 16. März 2011 den UN-Sicherheitsrat davor, die Libyen-Krise zu einem weiteren Versagen der internationalen Gemeinschaft bei der Rettung unschuldiger Menschen werden zu lassen. Er nannte historische Beispiele für ein Scheitern der UN, ihren Verpflichtungen nachzukommen, um unschuldige Menschen zu schützen: den Völkermord in Ruanda, die ethnische Gewalt in den Balkanstaaten und die sudanesische Krisenregion Darfur.
Australien machte sich nach einem Agenturbericht vom 17. März 2011 für eine von den Vereinten Nationen unterstützte Flugverbotszone über Libyen stark, um Luftangriffe der Streitkräfte von Machthaber Muammar al Gaddafi gegen den Volksaufstand zu stoppen.

## Pariser Gipfeltreffen

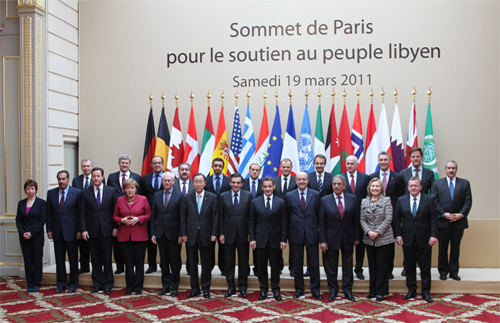
Gipfeltreffen im Elysee-Palast in Paris am 19. März 2011.

Auf dem Gipfeltreffen in Paris am 19. März 2011 mit UN-Generalsekretär Ban Ki-moon, Vertretern der Europäischen Union (José Zapatero, Angela Merkel, Donald Tusk, Lars Rasmussen, Silvio Berlusconi, Giorgos Papandreou, Yves Leterme, David Cameron, Mark Rutte, Herman Van Rompuy, Catherine Ashton), der Arabischen Liga (Hamad Bin Dschassem, Amr Musa, Hoschyar Zebari, Abdullah bin Said al-Nahjan, Nasser Dschudeh, Taïeb Fassi-Fihri) und mehrerer NATO-Staaten (Stephen Harper, Jens Stoltenberg, Hillary Clinton), zu dem Nicolas Sarkozy eingeladen hatte, wurde eine Militärintervention auf der Grundlage der UN-Resolution diskutiert und über das weitere Vorgehen gegen das libysche Regime beraten. Beschlossen wurde ein Kommuniqué, in dem die Teilnehmer des Gipfels „Muammar Gaddafi und diejenigen, die seine Anweisungen ausführen“ auffordern, sich „aus allen Gebieten zurück[zu]ziehen, in die sie mit Gewalt eingedrungen sind, und in ihre Stützpunkte zurück[zu]kehren“. Geladene Vertreter der Afrikanischen Union blieben dem Gipfel fern. Erwartet worden war der Vorsitzende der AU-Kommission Jean Ping.
Am späten Nachmittag gab ein Sprecher des französischen Verteidigungsministeriums bekannt, dass um 16:45 Uhr (GMT) französische Kampfflugzeuge mit dem Angriff auf das libysche Militär begonnen haben.
Deutschland erklärte, sich an dem Militäreinsatz nicht beteiligen zu wollen, hatte dafür aber die Nutzung seiner Militärflugplätze gestattet und in Aussicht gestellt, die NATO-Bündnispartner in Afghanistan zu entlasten.

## Rolle der NATO

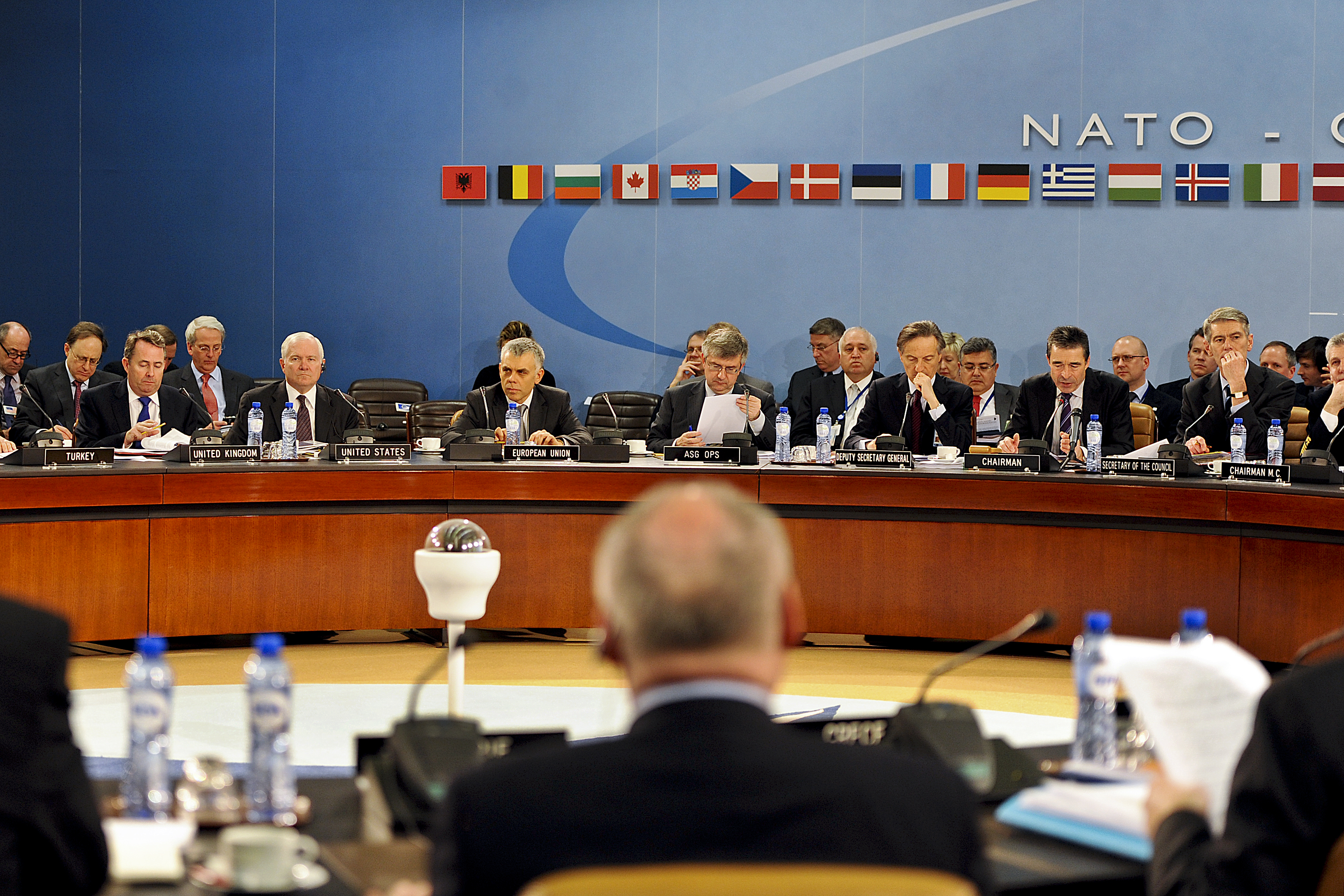
Treffen der NATO-Verteidigungsminister am 10. März 2011 in Brüssel

Nach Angaben des NATO-Generalsekretärs Anders Fogh Rasmussen wäre die NATO ab dem 7. März zu einem Eingreifen in Libyen militärisch bereit gewesen, wollte ohne ein UN-Mandat jedoch nicht aktiv werden: „Wenn Gaddafi und seine Militärs weiterhin die libysche Bevölkerung systematisch angreifen, kann ich mir nicht vorstellen, dass die internationale Gemeinschaft und die Vereinten Nationen tatenlos dabei zuschauen“. Zu dem Zeitpunkt soll es noch von keiner Seite eine Anfrage zur Einrichtung einer Flugverbotszone oder zum Abfangen von Schiffen mit möglichen Waffenlieferungen gegeben haben.
Ab dem 9. März überwachten NATO-Verbündete den libyschen Luftraum rund um die Uhr mit AWACS-Flugzeugen, um damit das Waffenembargo zu überprüfen.
Das NATO-Mitglied Türkei hatte einem Bericht vom 14. März 2011 zufolge Widerstand gegen jegliche NATO-Einsätze in Libyen angemeldet. Ministerpräsident Recep Erdoğan sagte in Istanbul, in der Vergangenheit habe sich gezeigt, dass militärische Interventionen Probleme nur verschärften.
Für das NATO-Mitglied Deutschland erklärte Bundesaußenminister Guido Westerwelle in einer Regierungserklärung vor dem Deutschen Bundestag am 16. März 2011: „Wir wollen nicht auf eine schiefe Ebene geraten, an deren Ende dann deutsche Soldaten Teil eines Krieges in Libyen sind.“ Bereits „das Durchsetzen einer Flugverbotszone“ sei „eine militärische Intervention“, weil dafür „zunächst die libysche Flugabwehr militärisch ausgeschaltet werden“ müsse. Niemand solle „sich der Illusion hingeben, es gehe lediglich um das Aufstellen eines Verkehrsschildes“.
Am Tag nach Verabschiedung der Resolution 1973 am 17. März 2011 sprach sich der französische Außenamtssprecher Bernard Valero in Paris gegen eine Beteiligung der NATO an dem möglichen Einsatz aus. Eine Einmischung der NATO „in die Angelegenheiten eines arabischen Landes“ sei „in diesem Zusammenhang unangebracht“. Frankreich sei strikt gegen einen Bodeneinsatz in Libyen und halte bei jeder Entscheidung die Zustimmung der Arabischen Liga für unerlässlich.
Bei seinem Treffen am 18. März konnte sich der NATO-Rat nicht über Art, Umfang und Beteiligung einigen. Widerstand kam von Deutschland und der Türkei. Auch andere NATO-Staaten signalisierten, dass sie sich an Luftangriffen nicht beteiligen wollten, weil das Bündnis bereits stark im Krieg in Afghanistan engagiert ist. Allerdings einigten sich die NATO-Staaten am 18. März auf eine neue Alliance Maritime Strategy (AMS 2011). Diese stellt eine auf maritime Sicherheitsherausforderungen bezogene Fortsetzung des Strategischen Konzepts der NATO 2010 dar und als Kernaufgaben der NATO auf See wurden kollektive Verteidigung, Krisenmanagement und kooperative Sicherheit hervorgehoben.
Am 20. März tagte der NATO-Rat ein weiteres Mal, um doch noch zu einer einheitlichen Position zu kommen. Dies scheiterte jedoch am Einspruch der Türkei, die sich gegen jede Intervention in Libyen aussprach. US-Admiral Mike Mullen hatte am selben Tag erklärt, die Flugverbotszone sei bereits durchgesetzt. Er warnte vor verfrühten Hoffnungen, man stehe erst am Anfang der Offensive.
Der bulgarische Ministerpräsident Bojko Borissow kritisierte den Militäreinsatz am 21. März scharf. Er sagte, dass er bulgarische Piloten nie in ein „ähnliches Abenteuer“ schicken würde. Er bemängelte die Planung der Aktion sowie das Risiko ziviler Opfer und kritisierte, dass der Westen bei der Festnahme der bulgarischen Krankenschwestern in Libyen nicht eingegriffen habe. Gleichwohl hoffte Borissow, dass die NATO das Kommando übernehmen werde.
Bis zum Abend des 21. März konnte keine Einigung über die Rolle der NATO erzielt werden. Frankreich wollte die Führungsrolle behalten und diese allenfalls an die EU abtreten. Die Türkei blockierte eine Führung durch die NATO; Ministerpräsident Recep Erdoğan forderte, die Luftangriffe müssten so schnell wie möglich beendet werden. Italien verlangte für das Nutzen seiner Luftwaffenstützpunkte ein NATO-Kommando der Einsätze. Den USA ging es darum, ihre Führungsrolle so schnell wie möglich loszuwerden. Man habe sein „einzigartiges Potenzial“ nur am Anfang einsetzen wollen. Der Militäreinsatz in Libyen drohte die NATO zu spalten.
Am 22. März beschloss die NATO, die Umsetzung des vom UN-Sicherheitsrat beschlossenen Waffenembargos gegen Libyen im Mittelmeer zu übernehmen. Da Deutschland erklärt hatte, sich nicht an der militärischen Umsetzung des UN-Mandats zu beteiligen und „das Waffenembargo auch eine exekutive Komponente vorsieht, die notfalls mit Waffengewalt durchzusetzen ist“, wurden alle deutschen Kräfte aus den Bündnisoperationen im Mittelmeer zurückgezogen.
Am 24. März wurde bekannt, dass der französische Innenminister Claude Guéant Präsident Nicolas Sarkozy dafür gelobt hatte, dass dieser „den Kreuzzug zur Mobilisierung des Weltsicherheitsrates, und dann der Arabischen Liga und der Afrikanischen Union“ angeführt hatte. Diese Wortwahl sorgte in der Türkei für starke Verstimmungen. Von der Türkei war zu erfahren, sie habe an einem Friedensplan für Libyen gearbeitet. Sie habe seit Wochen mit beiden libyschen Konfliktparteien engere Kontakte gepflegt als jedes andere NATO-Land und ihre Vermittlungsbemühungen mit den USA abgestimmt. Diese Initiative sei durch den Beginn der Militäraktion der französischen Luftwaffe verzögert worden. Zur nächsten Libyen-Konferenz in London wurde die Türkei eingeladen, anders als beim Pariser Gipfel zur Umsetzung der UN-Resolution 1973 am 19. März 2011.
Nach einem Bericht vom gleichen Tage einigten sich die USA, Großbritannien und Frankreich mit der Türkei in einer Telefonkonferenz auf die Übernahme des Kommandos des Militäreinsatzes durch die NATO. Die Regierung der Türkei stimmte einer Führung des Militäreinsatzes durch die NATO zu. Auch das türkische Parlament gab sein Einverständnis zur Beteiligung an dem Militäreinsatz. Der türkische Außenminister Ahmed Davutoglu sagte nach Angaben des türkischen Staatsfernsehens TRT: „Unsere Forderungen zu Libyen wurden erfüllt, die Operation wird der NATO übergeben werden“. Das Kommando werde in einem oder zwei Tagen von den USA vollständig an die NATO übergehen, sagte er. Die Bekämpfung von Militärfahrzeugen der libyschen Armee werde dann aber vorerst nicht mehr möglich sein. Das NATO-Hauptquartier habe nur Pläne zur Umsetzung der Flugverbotszone. Um die Durchsetzung einer Fahrverbotszone wieder aufzunehmen, werde ein neuer Beschluss aller 28 Mitgliedsstaaten notwendig.
Am 25. März erklärte Nicolas Sarkozy, Paris und London bereiteten eine Initiative zu einer politischen und diplomatischen Lösung in Libyen vor. Man sei sich bewusst, dass die militärische Auseinandersetzung allein zu keiner Lösung führen könne. Am gleichen Tag sagte er auch, dass Frankreich „ab sofort“ immer so reagieren werde wie in Libyen: „Jeder arabische Herrscher muss verstehen, dass die Reaktion der internationalen Gemeinschaft und Europas von nun an jedes Mal die Gleiche sein wird.“ Bei der Debatte um die Führungsstruktur des Einsatzes sprach sich Sarkozy für die Leitung der technischen Seite der Militäroperationen durch die NATO aus und warb zusätzlich für ein politisches Gremium, das mit Vertretern der an der Operation teilnehmenden Länder besetzt sein solle. Dieses Gremium solle der Einbindung von Ländern dienen, die keine NATO-Mitglieder sind.
Am 26. März wurde bekannt, dass hochrangige Bundeswehroffiziere im türkischen Izmir zentrale Aufgaben bei der Kontrolle der Flugverbotszone über Libyen übernahmen. Nach Auffassung von Angela Merkel bedurfte es für die Mitarbeit der Luftwaffenoffiziere im NATO-Führungsstab keiner Genehmigung des Deutschen Bundestags. Tags zuvor war vom Bundestag die von der Bundeskanzlerin während des Pariser Gipfels in Aussicht gestellte Ausweitung des deutschen Afghanistaneinsatzes beschlossen worden, die der Entlastung der in Libyen beteiligten NATO-Partner dienen sollte.
Die NATO wollte Berichten nachgehen, nach denen ein Luftangriff auf Tripolis mindestens 40 zivile Todesopfer gefordert hatte. Laut Giovanni Innocenzo Martinelli, dem Apostolischen Vikar von Tripolis, hatten „die sogenannten humanitären Angriffe“ Dutzende Zivilisten in einigen Stadtvierteln von Tripolis getötet.
US-Generalstabschef Admiral Mike Mullen kündigte am 31. März an, dass die USA ihre Kampfeinsätze in Libyen ab dem 3. April beenden werden. Man wolle nur noch eine rein unterstützende Rolle spielen und nur auf Bitten der NATO-Führung wieder Angriffe in Libyen fliegen. Mullen sprach sich auch gegen die Ausbildung und Bewaffnung der Aufständischen „zum gegenwärtigen Zeitpunkt“ aus, weil bislang noch zu wenig Informationen über die Aufständischen und ihre Ziele vorlägen.
Am 31. März 2011 übernahm die NATO das Kommando über den gesamten Militäreinsatz zur Durchsetzung der UN-Resolution 1973. Die am Einsatz gegen Libyen beteiligten Streitkräfte aller Staaten unterstanden ab diesem Datum dem NATO-Kommando. Den einzelnen Bündnisstaaten der NATO wurde eine Teilnahme an der Operation „Unified Protector“ freigestellt. Eine beratende Rolle sollte ein Lenkungsgremium spielen, in dem auch Nicht-NATO Mitglieder (wie Katar) vertreten waren.

## Rolle der Vereinigten Staaten von Amerika
Nachdem die amerikanische Botschaft in Tripolis bereits am 23. Februar geschlossen worden war, sagte die türkische Regierung am 21. März zu, dass sie die Vertretung der Interessen der USA in Libyen übernehmen werde.
In einem Brief vom 23. März warf John Boehner, der Sprecher des US-Repräsentantenhauses, dem US-Präsidenten und seiner Regierung vor, sich „ausführlichst mit den Vereinten Nationen und der Arabischen Liga“ beraten zu haben, das amerikanische Volk und seine gewählten Vertreter dagegen immer noch im Dunkeln tappen zu lassen. Boehner verwies darauf, dass die USA sich so positioniert hätten, dass Oberst Gaddafi umgehend zurücktreten müsse, obwohl es in der UN-Resolution 1973 kein derartiges Ziel gebe. Er warf die Frage auf, weshalb die USA ihre Mittel einsetzen sollten, um eine UN-Resolution umzusetzen, die „mit unseren erklärten Politikzielen und unseren nationalen Interessen nicht zu vereinbaren“ sei, und forderte von Präsident Obama klare Auskünfte unter anderem zu den Erfolgskriterien, zur Dauer und zu den zu erwartenden Kosten der Militäroperation. Außerdem kündigte er an, dass sich die Republikaner im Repräsentantenhaus bei einer Ausweitung der Operation in Libyen gegen die Regierung stellen würden.
Der Druck auf Barack Obama, sich endlich zum „Krieg in Libyen“ zu erklären, nahm zu. Der rechtskonservative Kolumnist und Radiomoderator Jeff T. Kuhner rief am 24. März, in einem seiner damals wöchentlich in der Washington Times erscheinenden Kommentare, zur Einleitung eines Amtsenthebungsverfahrens gegen ihn auf. Der Präsident, hieß es darin, sei ein „Landesverräter“, weil er die USA auf dem Umweg über eine Resolution des Weltsicherheitsrates in einen unkalkulierbaren Krieg verstrickt habe, statt – wie es die Verfassung in Fällen dieser Art vorschreibe – den Weg über den US-Kongress zu beschreiten. Der „Checks-and-Balances“-Mechanismus sei dadurch außer Kraft gesetzt worden.
Am 28. März verteidigte Obama in einer vom Fernsehen übertragenen Rede an der National Defense University die Beteiligung am Militäreinsatz. Es gehe um Interessen und Werte der USA, deshalb bestehe eine Verantwortung zu handeln. Der Vormarsch von Gaddafis Truppen habe gestoppt werden können, weitere Gewalt gegen Zivilisten sei verhindert worden. Der Beitrag der USA sei begrenzt, insbesondere ginge es nicht um einen gewaltsamen Sturz von Gaddafi.
Michele Bachmann, Abgeordnete des US-Repräsentantenhauses, bezeichnete in einem Interview am 30. März 2011 den amerikanischen Militäreinsatz als „Obamas Krieg“. Sie erklärte, dass von Oberst Gaddafi keine Bedrohung für die USA ausgehe und auch keine nationalen Interessen der USA bedroht seien. Gräueltaten gebe es in vielen Teilen der Welt, so auch aktuell in Syrien. Wenn das Obamas Begründung für die Intervention sei, dann habe man es mit einer „Obama-Doktrin“ humanitärer Interventionen zu tun, aufgrund derer die USA in einem Land nach dem anderen intervenieren müssten. Sie kritisierte, dass keine hinreichenden Geheimdienst-Informationen über die libysche Opposition vorlägen, verwies auf Berichte, gemäß denen es dort Kämpfer der al-Qaida gebe, und warf dann die Frage auf, weshalb die USA die al-Qaida in Nordafrika unterstützen sollten – das sei sicherlich nicht im nationalen Interesse der Vereinigten Staaten. Den Vorhalt mangelnden Mitgefühls wies sie zurück. Ihre Opposition gegen den Einsatz von Militär für humanitäre Zwecke begründete sie damit, dass sich die Intervention in Libyen gemäß der „Obama-Doktrin“ grundlegend von früheren Interventionen der USA unterscheide. Danach gefragt, ob sie, wenn sie Präsidentin wäre, die Aufständischen mit Waffen beliefern würde, sagte sie, dass sie das nicht tun würde, weil man nicht genug darüber wisse, mit wem man es bei der libyschen Opposition zu tun habe, und weil auch nicht klar sei, worin das zentrale nationale Interesse der USA bestehe, das eine Intervention in die inneren Angelegenheiten einer anderen Nation rechtfertigen würde.
Im September 2011 würdigte Präsident Obama die Proteste der libyschen Bevölkerung und pries die wirksame Koalition von Arabischer Liga und NATO.
Im April 2016 nannte Obama in einem Interview mit Fox als vermutlich größten Fehler seiner Amtszeit, dass es keine ausreichende Planung gab für die Zeit nach Gaddafi.

## Ablauf der militärischen Intervention

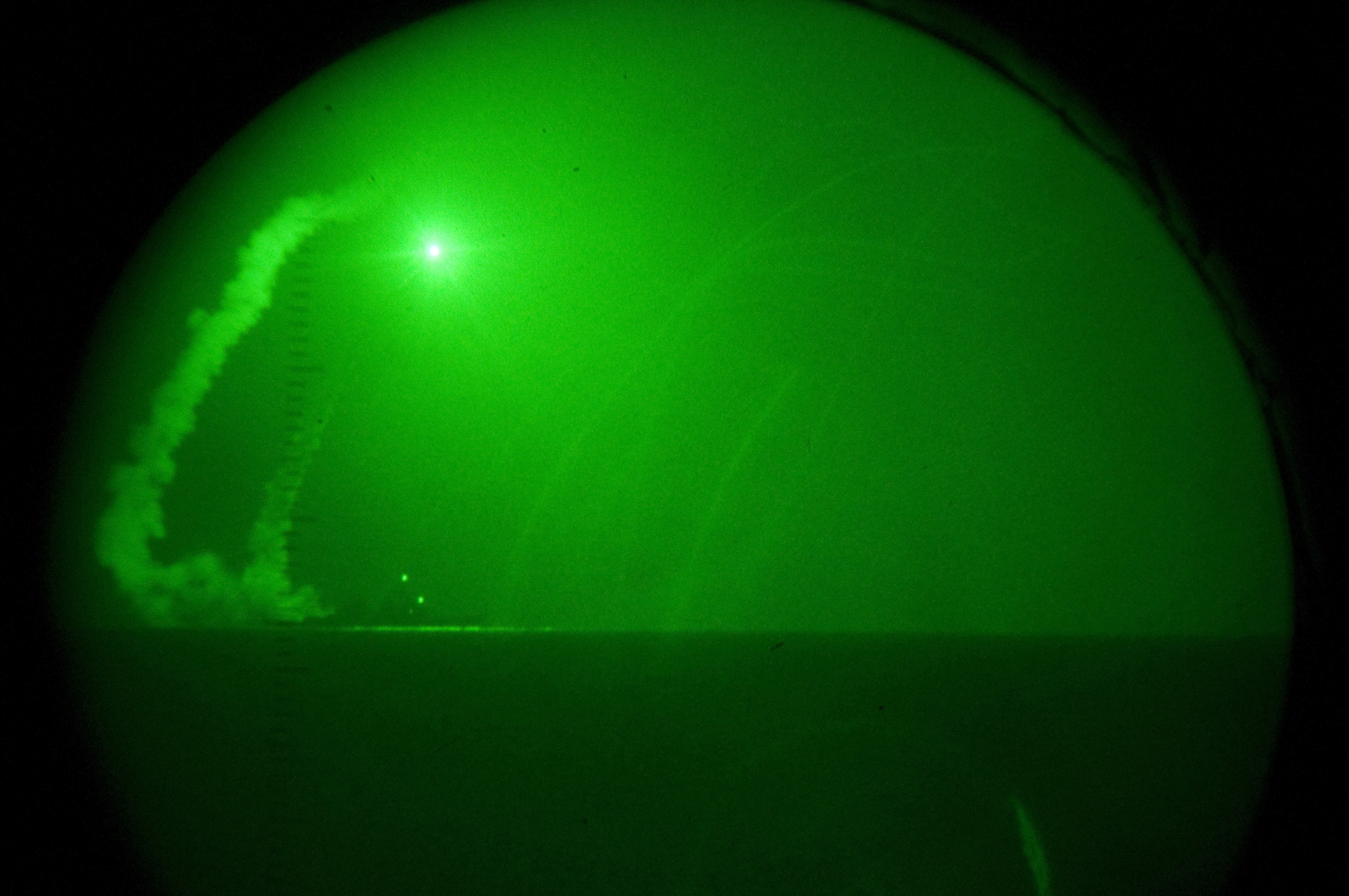
Die Barry feuert einen Tomahawk-Marschflugkörper ab

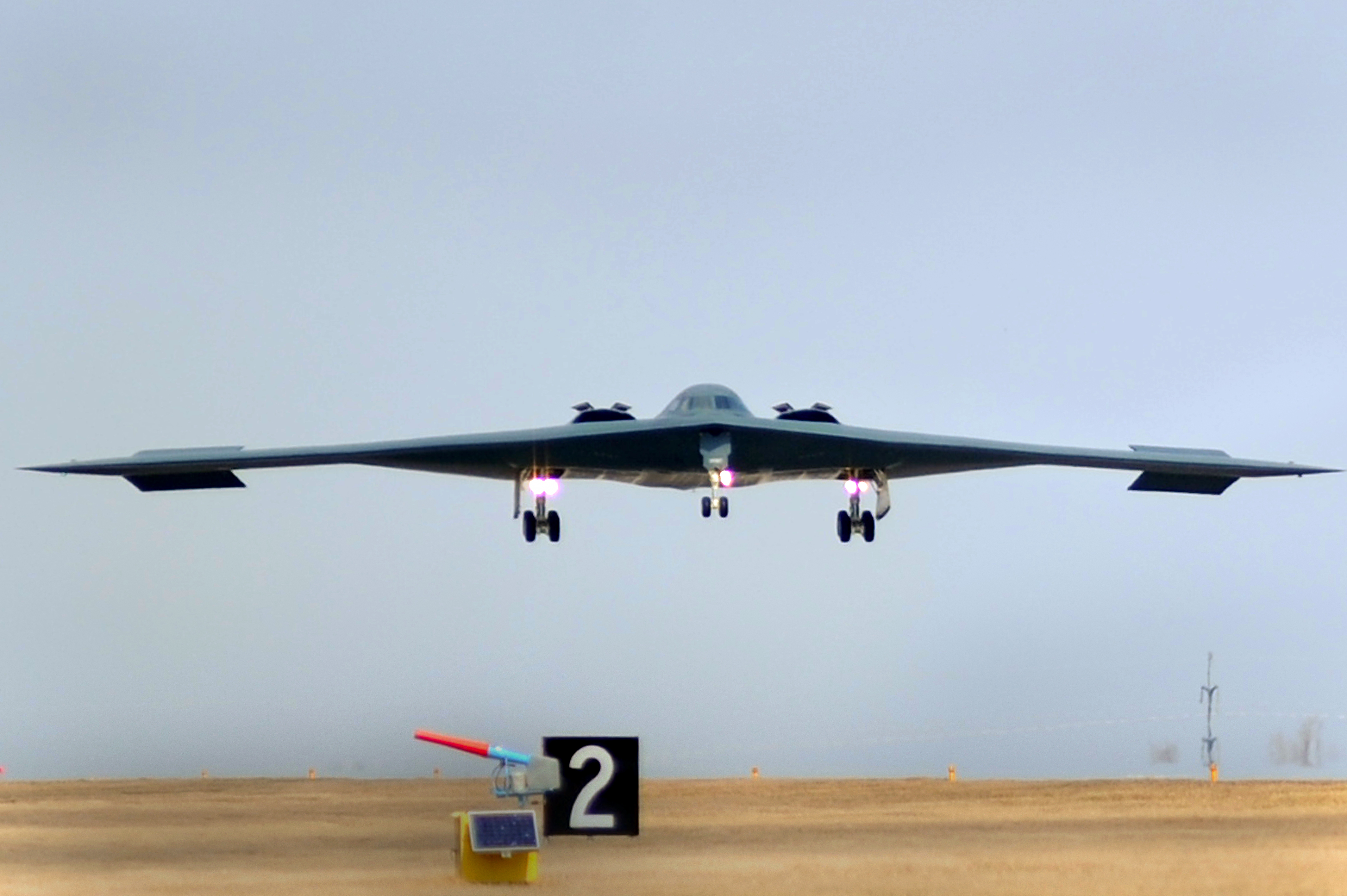
B-2-Bomber landet nach einem Angriff gegen Libyen, 20. März 2011

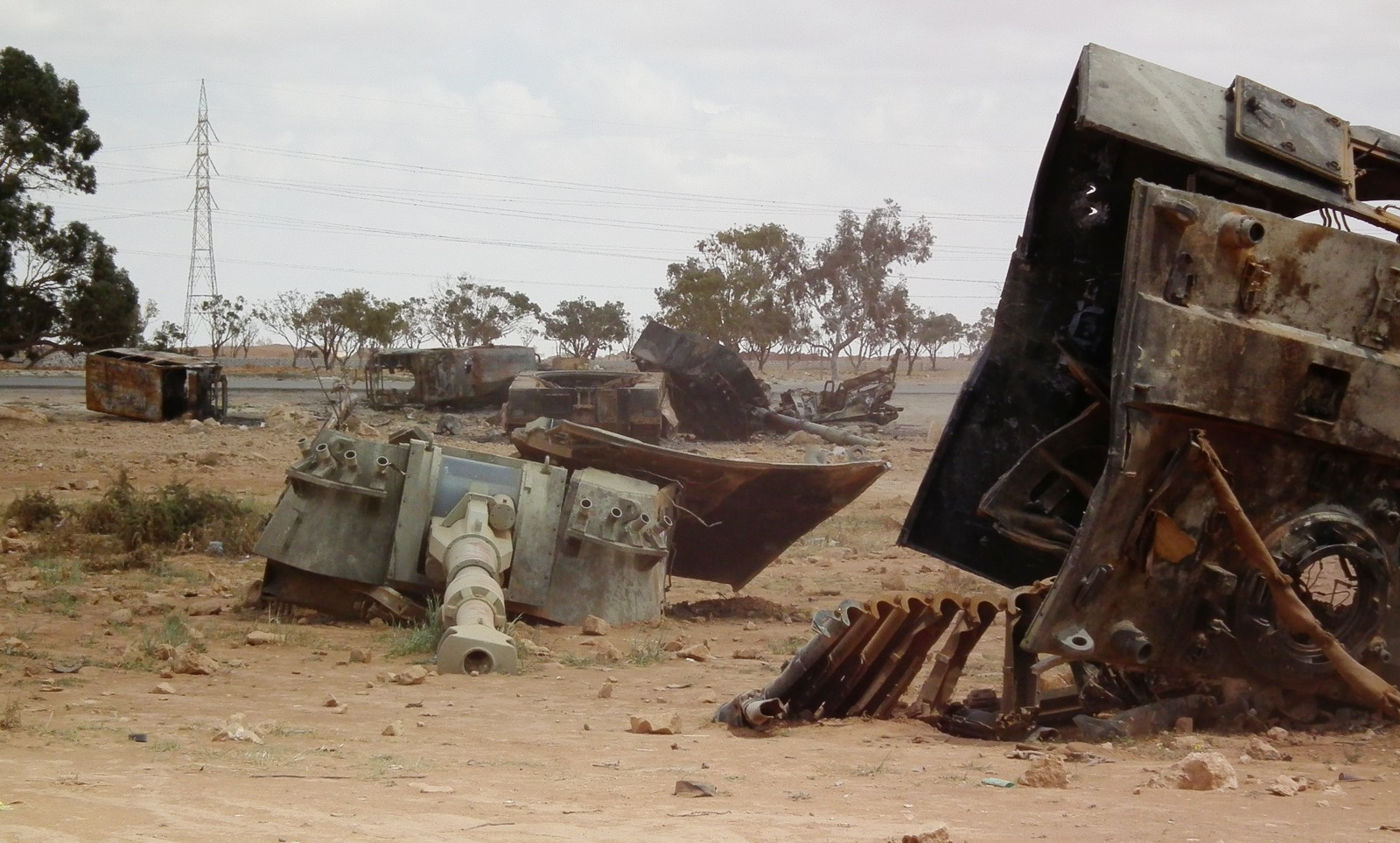
Am 19. März in der Opération Harmattan zerstörte libysche Palmaria-Panzerhaubitzen vor Bengasi

### März 2011
19. März
In einer ersten Phase begannen in der 'Opération Harmattan' acht französische Rafale-Kampfflugzeuge von dem Luftwaffenstützpunkt in Saint-Dizier, zwei Mirage-2000D-Jagdbomber vom Stützpunkt Dijon und zwei Mirage-2000-5-Jagdflugzeuge vom Stützpunkt Nancy ihren Einsatz im Osten Libyens. Zur Unterstützung gehörten ein AWACS-Aufklärungsflugzeug und ein Tankflugzeug C-135FR. Die militärische Konfrontation der internationalen Streitkräfte begann dann um circa 17:45 Uhr MEZ mit dem französischen Beschuss eines Militärkonvois und der Zerstörung von einigen Dutzend Artilleriewaffen in den Randbezirken der von Rebellen kontrollierten Stadt Bengasi, die zu diesem Zeitpunkt mit Flüchtlingen etwa 1 Mio. Menschen beherbergte. Später folgten Luftraumüberwachungen sowie Flugzeug- und Raketenangriffe auf militärische Ziele in Libyen.
Es folgte der Einsatz der US-amerikanischen und britischen Streitkräfte, die mehr als 110 Tomahawk-Marschflugkörper gegen Flugabwehranlagen des libyschen Regimes entlang der Küste abfeuerten. Diese Tomahawk-Marschflugkörper wurden abgefeuert von fünf Schiffen der United States Navy – Stout, Barry, Providence, Scranton und Florida – sowie von einem Schiff der Royal Navy, der Triumph.
Die US-Operation erfolgte unter dem Kommando des United States Africa Command (AFRICOM), das von General Carter F. Ham geführt wurde. Das taktische Kommando des internationalen Einsatzes führte während der ersten Phase Medienberichten zufolge Admiral Samuel J. Locklear, der Kommandeur der Allied Joint Force Command Naples auf der Mount Whitney, vom Mittelmeer aus. Mit Major General Margaret Woodward als Kommandeurin der 17. US-Luftflotte (U.S. Air Forces Africa) befehligte erstmals eine Frau einen Kampfeinsatz der USA. Die USA kündigten nach Abschluss der ersten Welle von Marschflugkörpern an, sich nach Abschluss der Bekämpfung der libyschen Luftabwehr auf eine „unterstützende Rolle“ zu beschränken. Die RAF startete von ihrer Basis RAF Marham den ersten Kampfeinsatz überhaupt vom britischen Boden nach 1945, bei dem Tornados zum Einsatz kamen.
Zu den Nationen, welche im Laufe des Tages ankündigten, sich an der militärischen Durchsetzung der UN-Resolution zu beteiligen, gehören die NATO-Mitglieder Spanien, Dänemark, Norwegen, Italien, Kanada und Belgien sowie der Golfstaat Katar. Die Vereinigten Arabischen Emirate hatten nach Angaben aus Paris 24 Kampfflugzeuge zugesagt, sich dazu aber bisher selbst nicht geäußert.
Noch in den Stunden unmittelbar vor Beginn der internationalen Militäroperation unternahmen libysche Regierungstruppen einen Angriffsversuch auf die Rebellenhochburg Bengasi, der von den in der Stadt befindlichen Rebellen sowie den alliierten Kampfflugzeugen zurückgeschlagen wurde. Hierbei sollen Medienberichten zufolge mindestens 90 Menschen getötet worden sein. Zwischenzeitlich wurden im libyschen Fernsehen Berichte verbreitet, wonach ein französisches Kampfflugzeug durch die libysche Luftabwehr abgeschossen worden sei, dies wurde durch das französische Verteidigungsministerium umgehend dementiert. Des Weiteren wurde durch die beteiligten Nationen bekannt gegeben, dass über Libyen eine Seeblockade verhängt worden sei.
20. März

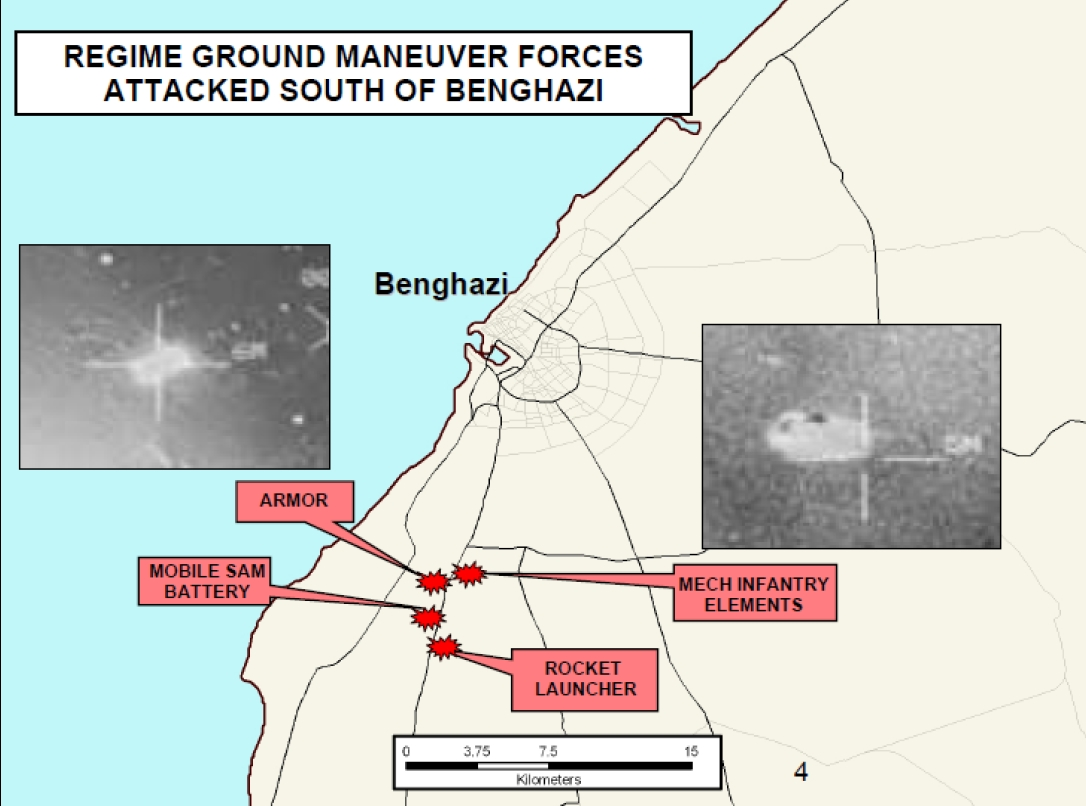
US-Darstellung der Angriffe der Gaddafi-treuen Truppen südlich von Bengasi

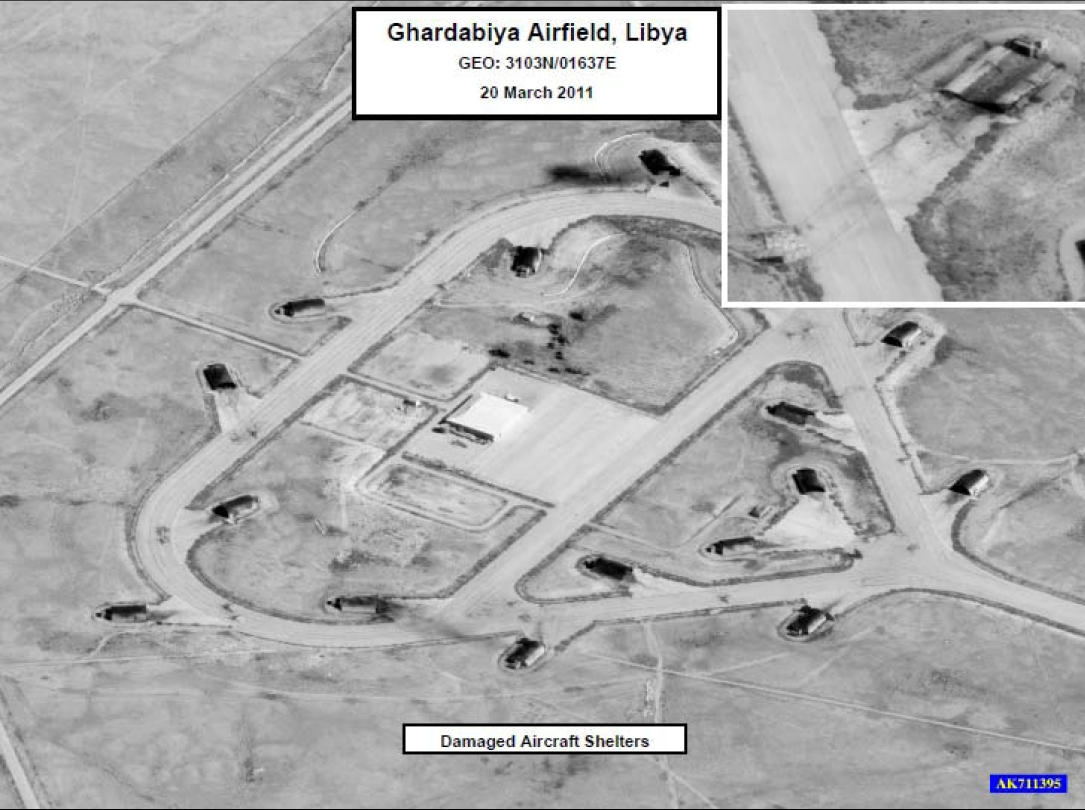
Aufnahme des US-Militärs nach einem Angriff auf Flugzeugunterstände am Flughafen Gardabya

In den frühen Morgenstunden des 20. März griffen die internationalen Luftstreitkräfte die libysche Hauptstadt Tripolis an, es ereigneten sich mehrere Explosionen und die Flugabwehr trat in Aktion. Libyschen Angaben von 02:07 Uhr dieses Tages zufolge seien bei den Luftangriffen der vergangenen Stunden insgesamt 48 Menschen ums Leben gekommen. Anderen Angaben zufolge sollen im Verlauf der ersten Angriffswelle 64 Menschen getötet und 150 weitere verletzt worden sein. Diese Angaben wurden vom britischen Premierminister David Cameron als „Propaganda“ bezeichnet.
Nach der Ankündigung des libyschen Verteidigungsministeriums sollten eine Million Männer und Frauen zur Abwehr der „westlichen Kreuzritter“ bewaffnet werden.
Im Verlauf des zweiten Tages der Militäroperation griffen etwa 18 Militärflugzeuge der USA, hierunter B-2-Bomber, AV-8 Harrier sowie F-15- und F-16, weitere Einrichtungen der libyschen Armee sowie libysche Bodentruppen an, auch den Luftwaffenstützpunkt Gardabya. Die französische Luftwaffe nahm mit Rafale- und Mirage-2000-Kampfflugzeugen ihre Angriffe vom Vortag wieder auf, wobei sie sich vor allem auf Einheiten der libyschen Armee konzentrierten. Ab 15:10 Uhr Ortszeit flogen von Sigonella aus vier F-16-Kampfflugzeuge der dänischen Luftwaffe ihren ersten Einsatz über Libyen und kehrten um ca. 20:00 Uhr zur Basis zurück.
Ein Marschflugkörper wurde auf den militärischen Komplex Bab al-Aziziya abgefeuert, der als Kommandozentrale dient.
Berichtet wurde auch von einem Befreiungsschlag „ohne Schonung“ für die belagerte Stadt Bengasi: „Zerstörte Fahrzeuge und Leichen säumten demnach den Weg nach Bengasi, noch Stunden nach der Attacke seien immer wieder Munitionsbestände explodiert.“
Umstritten war, ob derartige Operationen nicht als Luftnahunterstützung für die libyschen Aufständischen zu sehen sind. Auf eine diesbezügliche Frage eines Journalisten sagte der Sprecher des US-Militärs: „Ich würde nicht von Luftnahunterstützung für die oppositionellen Kräfte sprechen. Wir wussten, dass diese vorrückenden Elemente sich bewaffnet nach Bengasi bewegen, und haben sie angegriffen.“
21. März
In der Nacht des 21. März setzten die internationalen Streitkräfte ihre Überwachungsflüge und Bombardierungen fort. Nach Angaben des US-Militärs gab es am Montag circa 80 solcher Flüge, die Hälfte davon von amerikanischer Seite.
US-General Carter Ham, der die am Libyen-Einsatz beteiligten US-Truppen leitete, gestand ein, dass die Unterscheidung von Kämpfern und Zivilisten aus dem Cockpit eines in einer Höhe von 15.000 Fuß dahinschießenden Flugzeugs Risiken mit sich bringt. Er erklärte, es sei keine Luftnahunterstützung für die libyschen Aufständischen geplant, und schloss nicht aus, dass es Gaddafi gelingen könnte, über das Bombardement hinaus an der Macht zu bleiben. Zudem müsse man eine Patt-Situation zwischen dessen Truppen und den Aufständischen erwarten. Die internationale Koalition erlitt an diesem Tag zum ersten Mal einen Verlust, als vermutlich aufgrund von technischen Problemen ein Kampfflugzeug vom Typ F-15E Strike Eagle über Libyen abstürzte. Die beiden Piloten der Maschine wurden wenig später gerettet. Zuvor von ihren Stützpunkten RAF Coningsby und RAF Leuchars nach Gioia del Colle verlegte Eurofighter Typhoon flogen den ersten Kampfeinsatz dieses Typs überhaupt in Diensten der RAF.
Frankreich bestätigte die Zerstörung eines Panzers rund 100 Kilometer südlich von Bengasi durch eine Mirage 2000-D.
US-Vizeadmiral Bill Gortney gab bekannt, dass alle ortsfesten libyschen Stellungen für Flugabwehrraketen der Typen S-75, S-125 Newa und S-200 vernichtet wurden. Nur noch die mobilen Flugabwehrraketensysteme 2K12 Kub, 9K32 Strela-2 und 9K33 Osa, die eine geringere Reichweite haben, könnten von den Regierungsstreitkräften eingesetzt werden.
22. März
Der arabische Fernsehsender Al Jazeera berichtete von Luftangriffen auf Marineeinrichtungen bei Tripolis.
Aufgrund der Beteiligung der NATO am Waffenembargo gegen Libyen stellte Deutschland den maritimen Einsatz- und Ausbildungsverband 2011 (German Task Group 501.01) mit den beiden Fregatten Brandenburg und Rheinland-Pfalz, die noch zur Hilfe für libysche Flüchtlinge in Tunesien eingesetzt wurden, nunmehr unter nationale Führung und zog sein Personal aus den AWACS-Aufklärungsflugzeugen in der Mittelmeerregion ab.
Unterdessen setzten Regierungstruppen ihre Offensiven in Misrata und Az-Zintan fort. Dabei wurden Panzer und schwere Artillerie eingesetzt.
Zur Unterstützung der maritimen NATO-Operation Unified Protector zur Kontrolle des Waffenembargos gegen Libyen entsendet Rumänien die Fregatte Regele Ferdinand (F221) ins Mittelmeer. An der NATO-Operation sollen rund 16 Schiffe teilnehmen, das Kommando übernahm der italienische Vizeadmiral Rinaldo Veri vom NATO Maritime Command Naples.
23. März
Der Kommandant der britischen Luftstreitkräfte, Greg Bagwell, erklärte, dass die libysche Luftwaffe jetzt ausgeschaltet sei. Man werde sich nun auf die Geschehnisse am Boden konzentrieren. Das Ziel sei, die „unschuldigen Menschen in Libyen“ zu schützen. Um das zu erreichen, würden die libyschen Bodentruppen angegriffen, „wann immer sie Zivilisten bedrohen oder sich besiedelten Zentren nähern“. In britischen Medien war bereits vor der Erteilung des UN-Mandats zur Errichtung der Flugverbotszone auch von einer Fahrverbotszone („no drive zone“) die Rede, die notwendig sei, um die von den Aufständischen eroberten Gebiete zu schützen. Bereits kurz nach Beginn der Angriffe hatte auch ein hoher spanischer Militär das Operationsziel „eher als eine Fahrverbotszone“ bezeichnet. Gaddafis Armee solle in ihre Kasernen zurückgetrieben werden.
Nach libyschen Angaben wurde bei nächtlichen Angriffen auf einen Militärstützpunkt bei Tripolis auch ein Wohnviertel getroffen. Es gebe „eine beträchtliche Zahl von getöteten Zivilisten“. Der Beschuss hatte einer Armeebasis im Gebiet von Tadschura etwa 30 Kilometer östlich von Tripolis gegolten, die bereits am 19. März angegriffen worden war.
24. März

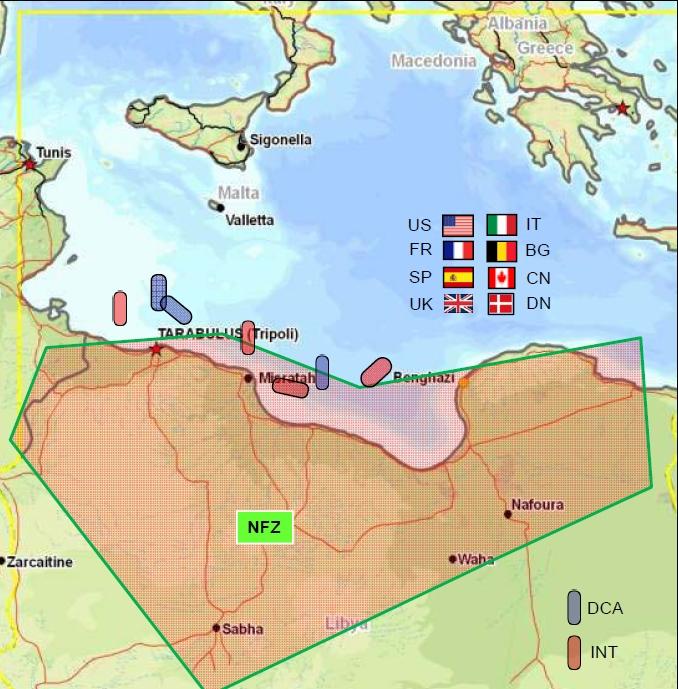
US-Karte zur Flugverbotszone (No Fly Zone, NFZ) in Libyen vom 24. März 2011

Gegenüber dem Radiosender RTL erklärte der französische Außenminister Alain Juppé, dass mittlerweile praktisch alle Gaddafi unterstellten Flug- und Luftabwehrkräfte „neutralisiert“ worden seien. Man werde weiter militärische Objekte angreifen, so lange das nötig sei. Hauptziel der Militäroperation bleibe der Schutz der libyschen Zivilbevölkerung sowie die Unterstützung der Oppositionskräfte, die gegen das Gaddafi-Regime für Demokratie und Freiheit im Lande kämpften.
Die Koalitionsstreitkräfte feuerten erneut 15 Tomahawk-Marschflugkörper auf Ziele in Libyen ab, darunter auch auf Stützpunkte mit Scud-Kurzstreckenraketen nahe Tripolis, und flogen 153 Lufteinsätze. Auch zwei der sechs am 20. März von Bodø und Ørland verlegten norwegischen F-16 flogen die ersten Patrouillen der Norweger an diesem Tag von Souda Bay aus.
In der Nacht zum 25. März übergab US-Außenministerin Hillary Clinton das Kommando über die Flugverbotszone an die NATO. Des Weiteren erneuerten die Staats- und Regierungschefs der EU beim Gipfeltreffen in Brüssel ihre Rücktrittsforderung an Gaddafi. Die Kämpfe am Boden gingen weiter.
25. März

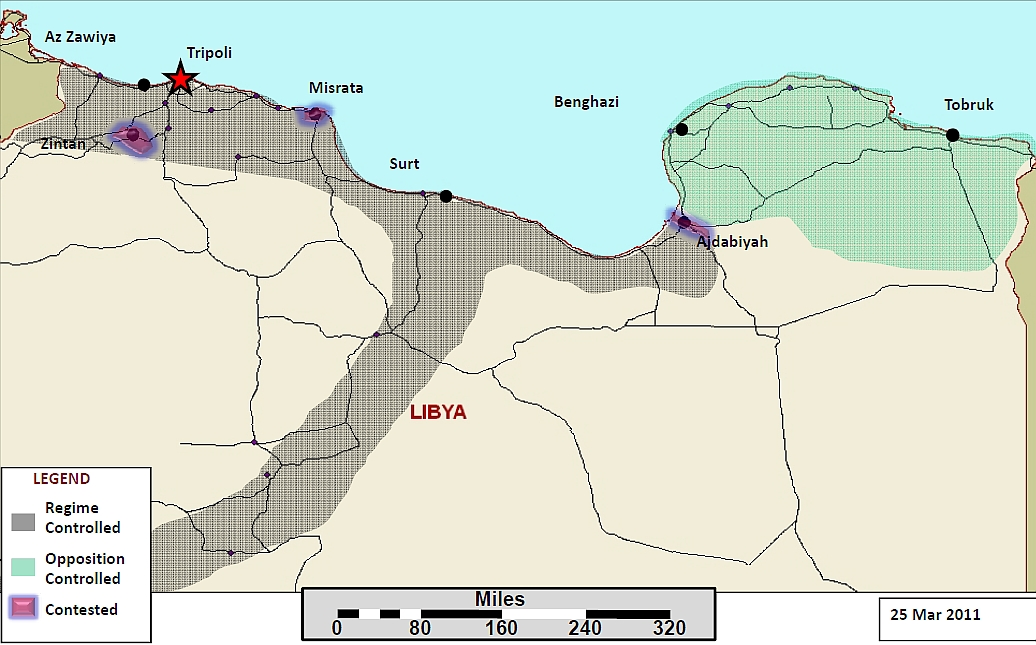
US-Karte zur Lage in Libyen am 25. März 2011

Lieutenant-General Charles Bouchard, Royal Canadian Air Force, Deputy Commander Allied Joint Force Command Naples, trat seinen Posten als Kommandeur der Combined Joint Task Force für die Operation Unified Protector an.
Das Emirat Katar beteiligte sich erstmals an den Militäraktionen zur Durchsetzung der Flugverbotszone in Libyen mit Mirage-Kampfflugzeugen.
Bei Luftangriffen wurden bei Adschdabiya sieben T-72-Kampfpanzer der Gaddafi-treuen Truppen von britischen Tornado-GR4-Jagdbombern zerstört.
26. März
Die Rebellen eroberten mit Luftunterstützung der Koalitionsstreitkräfte nach schweren Gefechten die strategisch wichtige Stadt Adschdabiya zurück. Der libysche Vizeaußenminister erklärte dazu, die regierungstreuen Truppen hätten die Stadt deshalb verlassen, weil sich „die westlichen Kräfte“ aktiv an den Gefechten um die Stadt beteiligt hatten. Ein libyscher Regierungssprecher bezeichnete die Operation der Koalitionsstreitkräfte als „illegal“; es sei durch die UN-Resolution 1973 nicht gedeckt.
Auch die 80 km weiter westlich gelegene Ölstadt Brega fiel noch am Abend in die Hände der Aufständischen. Von Brega aus machten sich bereits am Abend erste Verbände der Rebellen auf in Richtung Ras Lanuf, der nächsten Etappe auf dem Weg der Aufständischen in Richtung Tripolis.
Die in der Stadt Misrata von Gaddafi-treuen Truppen eingeschlossenen Rebellen leisteten weiterhin Widerstand. In den letzten Tagen lag Misrata unter heftigem Artilleriebeschuss. Das Hafengelände wurde trotz der alliierten Luftangriffe durch Regierungstruppen mit Panzern eingenommen. Der Hafen war vor allem für Flüchtlinge wichtig, die Libyen angesichts des Bürgerkriegs verlassen wollten.
Französische Rafale-Kampfflugzeuge zerstörten am Abend auf dem Flughafen Misrata fünf libysche Militärflugzeuge vom Typ G-2 Galeb und zwei Mi-35-Kampfhubschrauber.
27. März

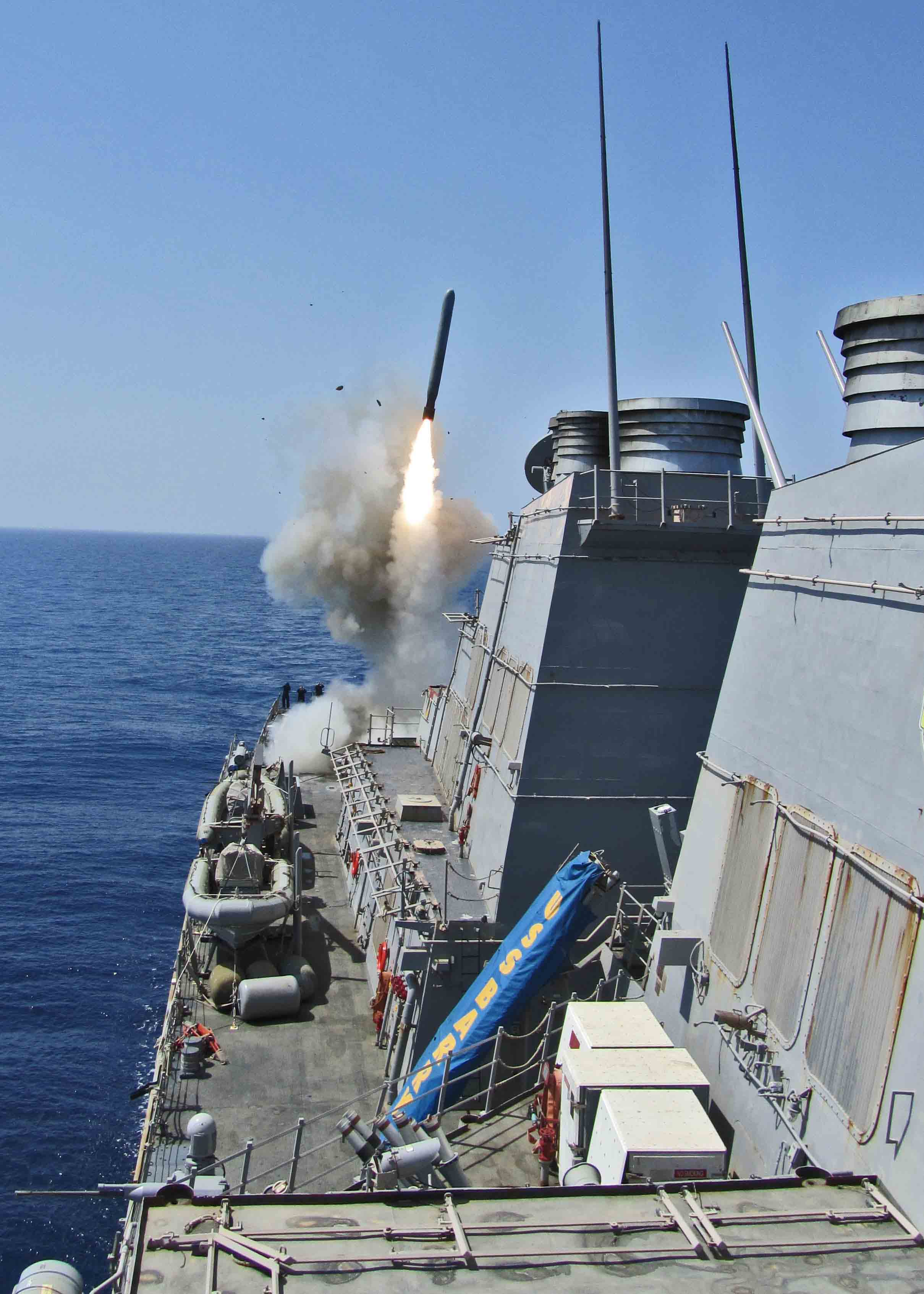
Abschuss eines Tomahawk-Marschflugkörpers von der USS Barry auf ein Ziel in Libyen am 29. März

Die US-Armee flog 107 Angriffe, zum Teil mit tieffliegenden Angriffsflugzeugen vom Typ AC-130 und A-10. Den Rebellen gelang es, die Stadt Ras Lanuf zu erobern, die sie am 12. März räumen mussten. Die Stadt verfügt über einen wichtigen Ölhafen. Die Rebellen kündigten an, die Ölförderung bald wieder aufzunehmen und Öl zu exportieren. Die Rebellentruppen setzten ihren Vormarsch nach Westen fort, während sich die Regierungstruppen eilig in Richtung der Geburtsstadt von Muammar al-Gaddafi nach Sirte zurückzogen. Die Einnahme der Stadt war durch Luftangriffe auf Panzer und gepanzerte Fahrzeuge von den Koalitionsstreitkräften vorbereitet worden, bei denen nach Angaben der libyschen Regierung auch Zivilisten umgekommen sein sollen, wofür aber keine unabhängige Bestätigung vorlag.
29. März
Ein P-3C-Seeaufklärer der US-Marine, eine A-10 Thunderbolt der US-Luftwaffe und die Barry griffen ein libysches Küstenwachschiff der Vittoria-Klasse (PV 30-LS) und zwei kleinere Boote der libyschen Küstenwache an, nachdem diese – laut US-Bericht – wahllos auf Handelsschiffe in Misrata geschossen hatten. Das Küstenwachschiff wurde stark beschädigt und von der Besatzung gestrandet. Eines der kleineren Boote wurde von der A-10 versenkt und das andere von der Besatzung aufgegeben.
31. März – Beginn der NATO-Operation
NATO-Generalsekretär Anders Fogh Rasmussen teilte in Stockholm mit, dass die NATO am Morgen den Gesamtbefehl über die militärischen Operationen der internationalen Koalition in Libyen vom United States Africa Command übernommen hat. Die Operationen werden nunmehr vom NATO Allied Joint Force Command (JFC Naples) in Neapel aus koordiniert.
Nach einem Bericht der BBC kamen bei einem Luftangriff auf einen libyschen Militärkonvoi im Dorf Zawia el Argobe sieben Zivilisten ums Leben, 25 weitere erlitten Verletzungen. Das Dorf liegt 15 km von Brega entfernt. Die NATO erklärte, sie wolle den Vorfall untersuchen. Nach Angaben des Gesandten des Vatikans Bischof Giovanni Innocenzo Martinelli wurden 40 Zivilisten bei Angriffen in Tripolis getötet.

### April 2011
1. April
Am 1. April forderte Gaddafi den Rücktritt der Staatschefs aller Länder, die sich am Militäreinsatz gegen sein Land beteiligen.
2. April
Bei einem versehentlich auf eine Gruppe von Aufständischen durchgeführten Bombenangriff der NATO starben dreizehn Menschen. Zu dem Missverständnis kam es, nachdem mit einem Maschinengewehr oder einer Fla-Kanone auf die Flugzeuge geschossen worden war.
4. April
Die Kontrolle über die Militäreinsätze wurde komplett auf die NATO übertragen, US-Kampfflugzeuge sollten sich nur noch auf Anfrage der NATO an Einsätzen beteiligen (standby mode).
5. April
Der Vorsitzende der Afrikanischen Union Teodoro Obiang Nguema Mbasogo rief zu einem Waffenstillstand auf. Der libysche Vizeaußenminister Al-Obeidi war im Anschluss an seine Besuche in Griechenland und in der Türkei auch in Malta zu Gesprächen mit der dortigen Regierung über Möglichkeiten der Konfliktlösung in Libyen. Die maltesische Regierung machte klar, die UN-Resolution müsse respektiert werden, die Gaddafi-Regierung müsse ihr Amt niederlegen, Oberst Gaddafi und seine Familie sollten gehen, es sollte einen sofortigen Waffenstillstand geben und einen Prozess, der es dem libyschen Volk ermöglicht, seine Entscheidungen auf demokratische Weise zu treffen.
7. April
Erneut griffen NATO-Flugzeuge versehentlich einen Militärkonvoi von Anti-Gaddafi-Milizen an und töteten dabei mindestens zehn Rebellen. Nach Angaben von Rebellen fuhr der Konvoi unerlaubt in einer Sperrzone zwischen Adschdabiya und Brega, als die Flugzeuge angriffen. Der stellvertretende NATO-Kommandeur Russell Harding lehnte eine Entschuldigung für den Vorfall ab. Die Aufständischen kündigten derweil eine Kennzeichnung ihrer Fahrzeuge an, um ähnliche Vorkommnisse in Zukunft zu verhindern.
10. April
Die NATO gab bekannt, dass am 10. April 25 Panzer durch Luftangriffe zerstört worden seien, davon elf Panzer bei Adschdabiya und 14 bei Misrata.
11. April
NATO-Kampfflugzeuge zerstörten 4 Panzer in Az-Zintan und ein Munitionsdepot südlich von Surt.
12. April
Kampfflugzeuge der NATO zerstörten 12 Panzer in Misrata und vier Panzer und ein Pick-up mit Flugabwehrgeschütz südöstlich von Surt.
13. April
Bei NATO-Luftangriffen auf Tripolis wurden 13 Bunker und 2 Panzer zerstört und drei Mehrfachraketenwerfer in Brega.
14. April 2011
Bei einem Treffen der Außenminister der NATO-Staaten und von Nicht-NATO-Partnern der Operation Unified Protector in Berlin wurde eine gemeinsame Erklärung über die Ziele der militärischen Intervention in Libyen verabschiedet. Darin wurde von der libyschen Regierung gefordert,
1. alle Angriffe und Bedrohungen von Zivilisten und zivil bewohnten Gebieten einzustellen,
2. alle militärischen Einheiten inklusive Paramilitär und Söldnertruppen in ihre Stützpunkte zurückzuziehen und die Belagerung und Besetzung diverser Städte zu beenden,
3. unverzüglich und in vollem Umfang sicheren Zugang für humanitäre Hilfslieferungen für die libysche Bevölkerung zu gewährleisten.

Unterdessen hat die NATO in Sirte acht Bunker, vier Munitionsdepots und zwei Transportpanzer, in Misrata drei Bunker und ein Hubschrauber, in Tripolis zwei Munitionsdepots, ein Panzer und eine Radaranlage sowie nahe der tunesischen Grenze ein Flugabwehrraketensystem vom Typ S-125 Newa zerstört.
17. April
NATO-Kampfflugzeuge zerstörten in Tripolis das Hauptquartier der 32. Brigade (Chamis-Brigade) unter Führung von Chamis al-Gaddafi und 9 Munitionsbunker und in Misrata neun Flugabwehrraketensysteme, vier Panzer und einen Raketenwerfer.
19. April
In Misrata zerstörten NATO-Luftstreitkräfte zwei Kampfpanzer vom Typ T-62 und einen Panzer vom Typ T-55 sowie einen Mehrfachraketenwerfer.
21. April
US-Verteidigungsminister Robert Gates gab am 21. April bekannt, dass Präsident Obama den Einsatz von Predator-Drohnen in Libyen autorisiert hatte.
23. April
Machthaber Gaddafi gab bekannt, dass er seine Truppen aus Misrata abziehen werde. Die Kontrolle über die Stadt werde er den Stämmen in der Region überlassen. Bereits am Vortag hatten sich Gaddafis Truppen langsam in die Vororte Misratas zurückgezogen.
Am gleichen Tag gab das Verteidigungsministerium der Vereinigten Staaten den ersten Predator-Angriff der US-Luftwaffe in Libyen bekannt, Ziel sei ein Mehrfachraketenwerfer in der Nähe von Misrata gewesen.
25. April
Es stellte sich heraus, dass der zwei Tage zuvor durch Machthaber Gaddafi angekündigte Rückzug der Regierungstruppen aus Misrata offenkundig nicht stattgefunden hatte bzw. – sofern eine signifikante Zahl an Regierungssoldaten tatsächlich abgezogen worden sein sollte – lediglich ein Ablenkungsmanöver war. Medienberichten zufolge nahm die Heftigkeit der Gefechte in der Stadt nach Ankündigung des Abzugs im Vergleich zu den Vortagen eher zu denn ab, es wurden Augenzeugenberichten zufolge alleine an diesem Tag etwa 30 Menschen bei Raketen- und Artillerieangriffen der Gaddafi-Truppen getötet.
28. April
Während an diesem Tag selbst italienische Tornados die ersten Luftangriffe vom sizilianischen Trapani auf Bodenziele in Libyen geflogen hatten, verblieb Deutschland nach wie vor als letztes großes europäisches NATO-Mitglied bei sämtlichen Kampfeinsätzen außen vor.
29. April
NATO-Schiffe, die das Waffenembargo gegen Libyen überwachten, fanden vor der Hafeneinfahrt von Misrata eine Anzahl von Seeminen, die offenbar früher am Tag von Schlauchbooten durch Selbstversenkung ausgelegt worden waren. Der Hafen musste zeitweilig geschlossen werden, mehrere Minen wurden geräumt.
30. April
Bei einem Luftangriff der NATO auf die Residenz von Muammar al-Gaddafi in Tripolis, bei der es sich um kein militärisches Ziel handelte, wurden dessen Sohn Saif al-Arab al-Gaddafi und drei Enkel Gaddafis getötet.

### Mai 2011
15. Mai
NATO-Kampfflugzeuge haben bei ihren Luftangriffen in Libyen eigenen Angaben zufolge vier Schützenpanzer, zwei Raketenstartvorrichtungen und ein Munitionsdepot des Gaddafi-Regimes zerstört.
16. Mai
NATO-Seestreitkräfte verhinderten am 16. Mai einen erneuten Angriff auf den Schiffsverkehr zum Hafen von Misrata. Von zwei Festrumpfschlauchbooten, die offenbar aus der Gegend um Zliten kamen, wurde eines zur Umkehr gezwungen, das von der Besatzung aufgegebene zweite, auf dem bei einer Untersuchung eine Sprengladung von etwa einer Tonne festgestellt wurde, durch gezieltes Feuer zur Explosion gebracht.
19. Mai
Die Nachrichtenagentur Reuters berichtete aus tunesischen Sicherheitskreisen, dass sich Gaddafis Ehefrau Safia und seine Tochter Aischa vor wenigen Tagen ins Nachbarland abgesetzt haben. Der libysche Regierungssprecher Chaled Kaim dementierte dies.
20. Mai
Bei Luftangriffen der NATO wurden laut Angaben des Bündnisses acht Kriegsschiffe der libyschen Marine getroffen. Von libyscher Seite wurden sechs Treffer bestätigt. Die Angriffe in den Häfen von Tripolis, al-Chums und Sirte sollen auf Grund des Einsatzes der Schiffe als Minenleger erfolgt sein.
23./24. Mai
Nach Angaben aus französischen Diplomatenkreisen erwog Frankreich den Einsatz von Kampfhubschraubern in Libyen. Wie die Zeitung Le Figaro berichtete, sei bereits am 17. Mai der Hubschrauberträger Tonnerre aus Toulon mit Kurs auf die libysche Küste ausgelaufen. An Bord befände sich eine Einheit der Aviation légère de l’armée de terre (französische Heeresflieger) mit zwölf Kampfhubschraubern, wobei es sich um Modelle der Typen Eurocopter Tiger und Aérospatiale Gazelle handeln soll. Die Information über den geplanten Einsatz wurde von Außenminister Alain Juppé auf einer Pressekonferenz am Rande eines EU-Außenministertreffens in Brüssel bestätigt. Der britische Staatsminister im Verteidigungsministerium Nick Harvey erklärte am 24. Mai vor dem Parlament, entgegen anderslautenden französischen Erklärungen sei eine Entscheidung der britischen Regierung über den Einsatz von Kampfhubschraubern noch nicht gefallen. Zuvor war unter anderem vom britischen Guardian berichtet worden, Großbritannien bereite die Verlegung von Apache-Kampfhubschraubern auf den Hubschrauberträger Ocean vor, der seit April vor der libyschen Küste kreuzte.
27. Mai
Nach einem Bericht der BBC stimmte die britische Regierung dem Einsatz von Apache-Kampfhubschraubern in Libyen „im Prinzip“ zu. Über den tatsächlichen Einsatz müssten nun die militärischen Kommandeure vor Ort entscheiden.
Auf dem zweitägigen G8-Gipfel in Deauville 2011, der am 27. Mai endete, bekräftigten die Regierungschefs der teilnehmenden NATO-Länder ihre Entschlossenheit, den militärischen Druck auf Gaddafi aufrechtzuerhalten. In dem gemeinsamen Abschlusscommuniqué schloss sich erstmals auch Russland der Forderung nach dem Rücktritt Gaddafis an.
29. Mai
Das britische Verteidigungsministerium kündigte am Wochenende die Bereitstellung von bunkerbrechenden, 2000 Pfund schweren Enhanced-Paveway-III-Bomben für seine in Italien stationierten Tornado-Kampfjets an. Mit diesen sollten die in Bunkeranlagen in und um Tripolis befindlichen Kommando- und Kommunikationseinrichtungen der Gaddafi-Armee bekämpft werden können.
30. Mai
Die Rebellen berichteten in ihren Medien von einem NATO-Luftangriff auf die Küstenstadt Zliten, bei dem zehn Panzer von Gaddafi-treuen Truppen zerstört wurden.
Gleichzeitig meldete ein tunesischer Radiosender, dass 30 Soldaten desertiert und sich nach Tunesien abgesetzt hatten. Unter ihnen sollten sich hochrangige Offiziere befinden, die nach eigenen Angaben auf Seiten der Rebellen kämpfen wollten.

### Juni 2011
1. Juni
Die NATO-geführte internationale Koalition beschloss eine Verlängerung ihres Einsatzes in Libyen um 90 Tage. Ferner wurde ein Treffen der Libyen-Kontaktgruppe in den Vereinigten Arabischen Emiraten am 9. Juni vereinbart. Ein libyscher Regierungssprecher gab neue Opferzahlen für die NATO-Luftangriffe bekannt. Durch die Angriffe bis zum 26. Mai sollen 718 Zivilisten getötet und mehr als 4000 verletzt worden sein.
3. Juni
Das US-Repräsentantenhaus forderte in einer Resolution eine Erklärung von Präsident Barack Obama über seine Strategie in Libyen binnen 14 Tagen, nachdem bis dahin keine Befragung des Kongresses über den US-Einsatz gegen Libyen erfolgt war. Eine zweite Resolution, die eine sofortige Einstellung der Beteiligung der USA an der Libyen-Mission forderte, war gescheitert.
4. Juni
NATO-Kampfhubschrauber griffen in der Nacht zum 4. Juni erstmals in die Kämpfe in Libyen ein. Britische Apache-Helikopter griffen zwei Ziele in der Nähe von Brega an, während französische Hubschrauber an nicht genannten Orten mehrere Militärfahrzeuge und Kommandozentren zerstörten.
Der britische Außenminister William Hague und sein Kollege Andrew Mitchell, zuständig für internationale Entwicklung, trafen in Bengasi ein, um Gespräche mit dem Chef des Nationalen Übergangsrates Mustafa Abd al-Dschalil zu führen.
6. Juni
NATO-Flugzeuge griffen am Morgen das Hauptquartier des libyschen Militärgeheimdienstes in Tripolis an. Angaben des libyschen Informationsministeriums, wonach dabei Räume des libyschen Staatsfernsehens getroffen worden sein sollen, wurden von einem NATO-Sprecher dementiert.
7. Juni
Die NATO-Luftstreitkräfte intensivierten am 7. Juni ihre Tagangriffe auf Ziele in Tripolis mit mehreren Wellen von Angriffen, die unter anderem Einrichtungen der Volks- und Revolutionsgarden galten. Nach Angaben der NATO wurden mehrere Kommando- und Kontrollzentren sowie Fahrzeuglager, Luftabwehrgeschütze und Radarstationen zerstört. Gaddafi hat am 7. Juni Geburtstag, deshalb gab es Spekulationen, ob die NATO anlässlich dieses Datums gezielt ihre Luftangriffe auf Tripolis verstärkt hätte. Das Staatsfernsehen strahlte eine Audiobotschaft Gaddafis aus, in der er seine Anhänger dazu aufrief, sich als menschliche Schutzschilde an gefährdeten Orten zu positionieren.
Gaddafis Tochter Aisha reichte bei der Brüsseler Staatsanwaltschaft eine Anzeige wegen Kriegsverbrechen gegen die Verantwortlichen für den Luftangriff vom 30. April ein, bei dem der jüngste Sohn Gaddafis Saif al-Arab und drei seiner Enkel getötet worden waren.
29. Juni
Frankreich gab zu, unter Verletzung der UN-Resolutionen 1970 und 1973 den Rebellen seit mehreren Wochen direkt Waffen zu liefern. Maschinen- und Sturmgewehre, Raketenwerfer und Panzerabwehrlenkraketen MILAN wurden mit Fallschirmen über Stellungen der Rebellen im Westen Libyens abgeworfen.
30. Juni
Die französischen Waffenlieferungen wurden unter anderem vom russischen Außenminister Lawrow „als grobe Verletzung des geltenden Uno-Embargos“ kritisiert. Während Frankreich die Lieferungen als im Einklang mit den UN-Resolutionen bezeichnete und durch einen Armeesprecher mitteilen ließ, die „Waffen dienten dem Schutz von Zivilisten“, teilte Mahmoud Jibril in Wien mit: „Wir brauchen Waffen, um möglichst schnell diesen Kampf zu gewinnen“.

### Juli 2011
28. Juli
Der ehemalige Innenminister Libyens, der zu den Rebellen übergelaufene Abdel Fattah Junis, wurde getötet. Zunächst hieß es, er sei von der Front „zu einer Vernehmung“ nach Bengasi gebracht worden. Später stellte sich heraus, dass Junis, der offenbar verdächtigt wurde, Kontakte mit der libyschen Regierung zu unterhalten, zusammen mit „zwei ranghohen Offizieren“, offenbar von rivalisierenden Stammesgruppen, ermordet wurde.
22. Juli
NATO-Kampfflugzeuge bombardierten eine Fabrik bei Brega, die Wasserrohre zur Wartung und Reparatur des Great-Man-Made-River-Projektes hergestellt hat. Bei dem Angriff wurden sechs Wachmänner getötet.
30. Juli
Die NATO zerstörte nach eigenen Angaben drei Satellitenanlagen des libyschen Fernsehens, um „Gaddafi daran zu hindern, mit Hilfe des Fernsehens Zivilisten zu terrorisieren“. Die NATO habe damit die Absicht verfolgt, „Gaddafis Nutzung von Satellitenfernsehen als Mittel zur Einschüchterung des libyschen Volkes und zur Anstachelung zur Gewalt gegen sie zu schwächen“, erklärte NATO-Sprecher Roland Lavoie. Der Angriff, bei dem drei Journalisten getötet wurden, ist von der Generaldirektorin der UNESCO als „unvereinbar mit den Prinzipien der Genfer Konvention“ verurteilt worden.

### August 2011
3. August
In der Nähe von Malta wurde der mit Benzin beladene libysche Öltanker „Cartagena“ von libyschen Rebellen, unterstützt von unbekannten Europäischen Spezialeinheiten, geentert, beschlagnahmt und in das von Rebellen kontrollierte Bengasi gebracht. Diese Operation wurde nicht durch den Nationalen Übergangsrat koordiniert und fand ohne dessen Genehmigung statt. Der Petroleum Economist, ein Informationsdienst der internationalen Ölindustrie, nannte diesen Vorgang einen „Akt der Piraterie“.
12. August
Die libyschen Rebellen brachten nach eigenen Angaben die Küstenstadt az-Zawiya unter ihre Kontrolle, die Stadt Brega wurde jedoch weiterhin von Gaddafi-treuen Truppen gehalten.
21. August
Die NATO gab bekannt, im Großraum Tripolis drei Kommandozentren, eine Militäranlage, zwei Radarstationen, neun Abschussrampen für Boden-Luft-Raketen, einen Panzer und zwei gepanzerte Fahrzeuge zerstört zu haben. Bei al-ʿAzīzīya wurden fünf Flugabwehrraketeneinrichtungen zerstört. Die Aktionen dienten vermutlich dazu, den Vorstoß der Rebellen nach Tripolis vorzubereiten.
23. August
Am Abend des 23. August wurde Gaddafis Residenz in Tripolis von den Rebellen eingenommen.

### September 2011
5. September
Die NATO erklärte durch Generalsekretär Rasmussen, ihren Einsatz möglichst schnell beenden zu wollen. Doch zuerst müssten sich die letzten Gaddafi-Kämpfer ergeben.

### Oktober 2011
31. Oktober
Der Militäreinsatz der NATO in Libyen endet.

### NATO-Statistik
| Monat                | Lufteinsätze | davon Luftangriffe | Angehaltene Schiffe | davon durchsuchte Schiffe (Boarding) |
| -------------------- | ------------ | ------------------ | ------------------- | ------------------------------------ |
| März/April 2011      | 4.536        | 1.864              | 740                 | 24                                   |
| Mai 2011             | 4.647        | 1.625              | 379                 | 39                                   |
| Juni 2011            | 4.141        | 1.516              | 457                 | 72                                   |
| Juli 2011            | 4.122        | 1.537              | 449                 | 65                                   |
| August 2011 (1.–24.) | 2.816        | 1.093              | 301                 | 38                                   |
| Gesamt               | 20.262       | 7.587              | 2.326               | 238                                  |

## Internationale Debatte seit Beginn des Einsatzes

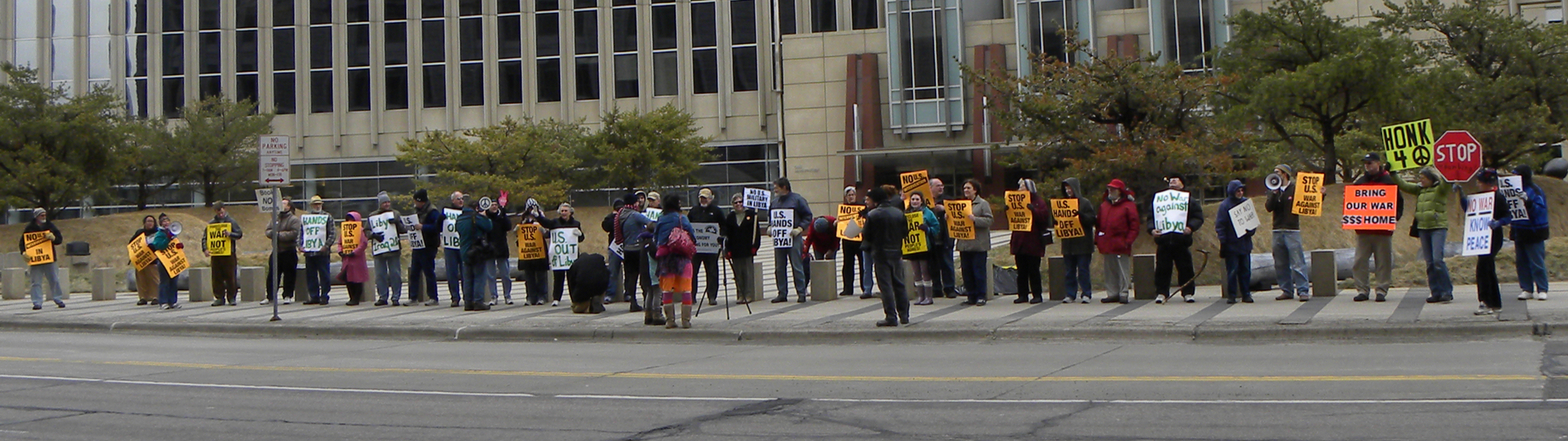
Proteste gegen den US Militäreinsatz am 21. März in Minneapolis.

### Organisation der Islamischen Konferenz
Am 19. März 2011 verabschiedete das aus Außenministern der sieben Mitglieder (Ägypten, Kasachstan, Malaysia, Saudi-Arabien, Senegal, Syrien und Tadschikistan) bestehende Exekutivkomitee der OIC auf einem Dringlichkeitstreffen im OIC-Generalsekretariat ein Communiqué, in dem es die Resolution 1973 begrüßte und den Sicherheitsrat der Vereinten Nationen dazu aufrief, die Resolution in einem neuen Beschluss zu annullieren, sobald die Gründe für ihre Annahme entfallen seien. Außerdem wurde die Anfrage Libyens nach Entsendung einer Fact-finding-Mission nach Libyen als angemessen begrüßt. Der Gebrauch von Militärflugzeugen, Mörsern und schweren Waffen gegen die Zivilbevölkerung wurde verurteilt und die libysche Regierung aufgefordert, die Militäroperationen gegen Zivilisten unverzüglich zu beenden. Alle am Konflikt beteiligten Parteien wurden aufgefordert, auf Gewalt zu verzichten und den höchsten nationalen Interessen sowie der friedlichen Lösung der Differenzen durch Dialog mit dem Ziel der nationalen Einheit den Vorzug zu geben. Die Mitgliedstaaten wurden aufgefordert, mit dem Nationalen Übergangsrat Kontakt aufzunehmen, wenn sie es für angemessen erachten. Nochmals wurde die strikte Verpflichtung zur Respektierung der Souveränität und territorialen Integrität Libyens sowie zur Nichteinmischung in seine inneren Angelegenheiten bekräftigt und die grundsätzliche und feste Position der OIC gegen jede Form militärischer Intervention in Libyen unterstrichen.
Am Tag nach seiner Teilnahme an der Londoner Libyen-Konferenz vom 29. März rief der Generalsekretär der OIC die internationale Gemeinschaft dazu auf, sich unumschränkt zur Aufrechterhaltung der Einheit, der territorialen Integrität und politischen Unabhängigkeit Libyens zu bekennen und ebenso zur nationalen Einheit des libyschen Volkes und dessen Souveränität über das Land, sowie die Sicherheit der Bürger Libyens zu garantieren.

### Afrikanische Union
Das Gremium der AU-Staaten traf sich am 19. März in Nouakchott, um über die Entwicklung in Libyen zu beraten und die Umsetzungsmodalitäten seines Auftrags festzulegen. Es rief dazu auf, Militäraktionen in Libyen unverzüglich einzustellen und forderte in einem Kommuniqué, die „Sicherheit der Ausländer, einschließlich der Arbeitsmigranten aus afrikanischen Ländern, die in Libyen ansässig sind, zu gewährleisten“ sowie „politische Reformen zwecks Beseitigung der Ursachen der entstandenen Situation zu ergreifen und in die Tat umzusetzen“. Ein am darauffolgenden Tag geplanter Besuch Libyens von Vertretern des Komitees konnte nicht stattfinden, weil der UN-Sicherheitsrat diesen Besuch nicht genehmigt hatte. Ein Sprecher der Vermittlergruppe erklärte, dass man die Vermittlungsmission fortführen werde, sobald die von Frankreich angeführte Koalition die libysche Luftverteidigung ausgeschaltet habe. Auf die Entscheidung des Sicherheitsrates der Afrikanischen Union, eine Vermittlergruppe nach Libyen zu entsenden, die dort eine friedliche und dauerhafte Lösung herbeiführen sollte, war in der Resolution 1973 des UN-Sicherheitsrates hingewiesen worden.

#### Vermittlerkonferenz am 25. März in Addis Abeba
Am 23. März erinnerte Jean Ping, der Vorsitzende der AU-Kommission, an die Einladung der Vermittlergruppe an Vertreter der Arabischen Liga, der Organisation der Islamischen Konferenz, der Europäischen Union, der Vereinten Nationen (darunter die fünf ständigen Mitglieder) sowie weitere Partner und Interessensvertreter zu dem Treffen am 25. März in Addis Abeba. Die Einladung war bereits während des AU-Treffens am 19. März in Nouakchott ausgesprochen worden, das darüber hinaus auch Vertreter der libyschen Regierung und des Nationalen Übergangsrates nach Addis Abeba oder einem anderen Ort einlud, um sich so bald wie möglich mit der Vermittlergruppe zu treffen. Ping bekräftigte, dass die afrikanischen Staatschefs sich schon zwei Wochen vor der Verabschiedung der UN-Resolution gegen eine internationale Intervention ausgesprochen hätten und sich für eine klare Roadmap für Libyen einsetzten.
Zur Eröffnung der Vermittlerkonferenz in der äthiopischen Hauptstadt sprach sich Jean Ping für eine Übergangsphase in Libyen aus, an deren Ende demokratische Wahlen stehen sollten; politische Reformen seien unumgänglich. Sich darauf zu einigen sei wichtig, um einen dauerhaften Frieden, Sicherheit und Demokratie in Libyen sicherzustellen. Vertreten waren neben UN-Generalsekretär Ban Ki-moon auch die libysche Regierung, fünf ständige Mitglieder des Weltsicherheitsrates (China, Frankreich, USA, Großbritannien, Russland). Anwesend waren auch Staatschefs verschiedener afrikanischer Länder. Die bis zuletzt gehegte Hoffnung, dass auch ein Vertreter der libyschen Aufständischen teilnehmen würde, erfüllte sich nicht. Die Vertreter der Gaddafi-Regierung gaben bekannt, dass ihre Regierung den Plan der AU zur Beendigung der Kämpfe akzeptiere. Ping rief die internationale Gemeinschaft zu einem Waffenstillstand auf.

#### Nach der Vermittlerkonferenz in Addis Abeba
An der Londoner Libyen-Konferenz nahmen keine Vertreter der Afrikanischen Union teil. Ihr Vorsitzender Jean Ping kritisierte in einem Interview vom 29. März die internationale Gemeinschaft dafür, dass sie die AU nicht schon vor dem Pariser Gipfeltreffen konsultiert habe, und erklärte, dass eine Teilnahme von AU-Vertretern in Paris unter diesen Umständen sinnlos gewesen wäre.
Nach einem Bericht vom 5. April 2011 kritisierte die AU den Militäreinsatz und forderte einen Waffenstillstand. AU-Präsident Teodoro Obiang Nguema soll gesagt haben, der Konflikt bedürfe keiner Einmischung des Auslands, er sei ein internes Problem des nordafrikanischen Landes. Teodoro Obiang Nguema Mbasogo soll die militärischen Bemühungen, eine Flugverbotszone über Libyen einzurichten, als ein „sogenanntes humanitäres Eingreifen“ bezeichnet haben. Der Generalsekretär (Vorsitzender der Kommission) der AU Jean Ping traf während seiner offiziellen Europareise vom 3. bis 5. April 2011 in London zunächst mit dem britischen Außenminister und weiteren Regierungsvertretern zusammen. Anschließend waren ein Treffen mit dem EU-Ratsvorsitzenden und dem NATO-Generalsekretär in Brüssel und ein Treffen mit dem italienischen Außenminister in Rom vorgesehen.

### Russische Föderation
Nach Berichten über getötete und verletzte Zivilisten sowie über Zerstörungen ziviler Infrastruktur in Libyen als Folge der Luftangriffe, einem Aufruf des russischen Oppositionspolitikers Wladimir Schirinowski an alle moslemischen Länder, sich zu vereinigen und den libyschen Staatschef Gaddafi zu unterstützen, und einer Stellungnahme des russischen Außenministeriums, wonach die von Ägypten mit Wissen und Billigung der USA durchgeführten Waffenlieferungen an die Aufständischen im Osten durch eine UN-Resolution verboten seien, sagte Ministerpräsident Wladimir Putin am 21. März 2011, die Resolution erinnere ihn an einen „Aufruf zum Kreuzzug aus dem Mittelalter“; sie sei „nicht vollwertig und mangelhaft“. Präsident Dmitri Medwedew kritisierte Putins Wortwahl und erklärte, dass er die Resolution durchaus nicht für falsch halte. Sie spiegele, im Großen und Ganzen, die russischen Vorstellungen zum Geschehen in Libyen wider, allerdings nicht in allen Aspekten. Putins Stellungnahme wurde als Kritik an Medwedews Entscheidung gegen ein Veto gewertet.
Während des Besuchs des amerikanischen Verteidigungsministers Robert Gates am 22. März in Moskau erklärte sein russischer Amtskollege Anatoli Serdjukow, dass alles getan werden sollte, um die Gewalt zu beenden.
Der russische NATO-Botschafter Dmitri Rogosin erklärte am 26. März, dass eine Bodenoperation in Libyen als Okkupation dieses Landes bewertet werden würde: „Dies würde der entsprechenden Resolution des UN-Sicherheitsrates direkt widersprechen.“ Es werde zu diesem Thema bei der Sitzung des NATO-Russland-Rates am 29. März ein eingehendes Gespräch geben, um die Einschränkungen zu bestätigen, die der UN-Sicherheitsrat für die Teilnehmer dieses Konflikts beschlossen hat. Zwei Tage zuvor war über die Verlegung von 4000 Marines vor die libysche Küste in russischen Medien berichtet worden.
Außenminister Sergei Lawrow sagte am 28. März, die Koalition greife mit ihren Angriffen auf Gaddafi-loyale Truppen in den Bürgerkrieg ein. Das sei von der UN-Resolution nicht gedeckt. Zur Überprüfung bislang nicht bestätigter Meldungen, wonach Angriffe der Koalition zu Opfern unter der Zivilbevölkerung geführt hatten, forderte Lawrow die Entsendung des Sonderbotschafters des UN-Generalsekretärs für Libyen, Abdul Ilah al-Chatib, nach Libyen, damit dieser sich vor Ort ein objektives Bild verschaffen und dem UN-Sicherheitsrat dann Bericht erstatten könne.
Am 30. März erklärte Dmitri Rogosin, er erwarte, dass die NATO für keine der beiden Seiten Partei ergreifen werde. Er hoffe, die Beteuerung des NATO-Generalsekretärs Anders Fogh Rasmussen über die Unparteilichkeit der Allianz seien nicht nur leere Worte. Das Waffenembargo der UN-Resolution gelte für ganz Libyen und nicht nur für die Seite Gaddafis. Der russische NATO-Botschafter reagierte damit auf Medienberichte über die Bitte des Nationalen Übergangsrats in Bengasi an die internationale Gemeinschaft um die Lieferung von wirksameren Waffen. Sergei Lawrow unterstützte Rogosins Position und hob zudem hervor, dass Informationen über eine mögliche Präsenz von „Al-Qaida-Elementen“ unter den Oppositionskräften in Libyen aufgetaucht waren. Lawrow nannte die Überlegungen zu Waffenlieferungen an die Aufständischen daher beunruhigend.
Am 12. August 2011 stimmte auch Russland den UN-Sanktionen zu und beteiligte sich am Einreiseverbot für Muammar al Gaddafi und weitere Personen, der Sperrung von Konten von al-Gaddafi sowie von Mitgliedern seiner Familie und seiner Führungsriege, einem Flugverbot für libysche Maschinen und der möglichen Kontrolle von verdächtigen libyschen Schiffe auf hoher See durch russische Seestreitkräfte.

### Arabische Liga
Nachdem sie sich vor Beginn des Einsatzes für eine Intervention ausgesprochen hatte, kritisierte die Arabische Liga am 20. März 2011 das Vorgehen der Westmächte in Libyen. Der Vorsitzende Amr Musa äußerte, dass die Luftangriffe nicht dem vereinbarten Ziel dienten, eine Flugverbotszone über dem Land durchzusetzen. Man wolle Schutz für die Zivilbevölkerung und keinen Beschuss weiterer Zivilisten. Musa betonte einen Tag später, die Liga stehe hinter dem Beschluss des Sicherheitsrats der Vereinten Nationen. Dieser habe das Ziel, Zivilisten zu schützen. Deshalb habe man sich für eine Flugverbotszone ausgesprochen und die Mitgliedschaft Libyens eingefroren. Man respektiere die UNO-Resolution, weil sie weder zu einem Einmarsch noch zu einer Besetzung Libyens aufrufe.
In einem am 23. März in The Huffington Post veröffentlichten Interview distanzierte sich Amr Musa von Einsatzzielen, die über den Schutz von Zivilisten hinausgehen. Gefragt, ob ihm nicht bereits während der Debatte über die UN-Resolution klar gewesen sei, dass zur Einrichtung „der Fahrverbotszone“ auch Bombardierungen am Boden notwendig seien, betonte er die Notwendigkeit des Schutzes der Zivilbevölkerung, schloss Invasions- und Besatzungstruppen aus und sagte lediglich, dass ihm klar gewesen sei, dass Abschussrampen ausgeschaltet werden müssten. Für den Fall, dass es Gaddafi gelänge, die Macht zu behalten, fürchte er einen lang anhaltenden Bürgerkrieg, Spannungen und Zerstörungen in Libyen. Zu der Idee, Gaddafi einfach zu erschießen oder ihn mit Bomben zu töten, wollte er sich nicht äußern.

### Vereinte Nationen
Es war erwartet worden, dass der UN-Sicherheitsrat am 21. März auf Anregung Chinas über einen libyschen Dringlichkeitsantrag beraten werde, weil die Militäraktion „die innere Sicherheit Libyens“ gefährde. Diese Beratung war dann auf den 24. März verschoben worden. Die Türkei schlug am 22. März 2011 vor, dass die Vereinten Nationen die Führung des internationalen Militäreinsatzes übernehmen könnten.
UN-Generalsekretär Ban Ki-moon forderte die libysche Führung am 21. März 2011 auf, die UNO-Resolution vollständig einzuhalten. An die internationale Gemeinschaft appellierte er in Kairo, mit einer Stimme zu sprechen. Er war dort mit Vertretern der Arabischen Liga zusammengekommen. Die Liga bekräftigte ihre Unterstützung für die Flugverbotszone.
Ban Ki-moon forderte Russland auf, an der Umsetzung der Libyen-Resolution des UN-Sicherheitsrats mitzuwirken. Alle UN-Mitgliedsstaaten sollten sich an die Resolution halten und ihre Umsetzung ermöglichen, sagte Ban am 22. März in Tunis. Das gelte auch für Länder, die sich bei der Abstimmung im UN-Sicherheitsrat enthalten hätten. Ban reagierte mit seinen Äußerungen auf eine Frage über die wiederholte Kritik der russischen Regierung am militärischen Vorgehen in Libyen.

### Reaktionen in Lateinamerika
Der chilenische Präsident Sebastián Piñera unterstützte die militärische Intervention in Libyen mit deutlichen Worten und in nachdrücklicher Abgrenzung zu der geäußerten Kritik der Regierungen von Venezuela, Kuba, Nicaragua und Ecuador sowie Bolivien.
Zu den lateinamerikanischen Staaten, die das internationale Militärengagement in Libyen unterstützen, sollen neben Chile auch Kolumbien (als Mitglied im UN-Sicherheitsrat vertreten), Mexiko und Peru gehören.

### Sonstige Staaten
In ihrem Leitartikel vom 19. März kritisierte die Vatikanzeitung L’Osservatore Romano Frankreich wegen der „übereilt“ in Gang gesetzten Militäroperation. Kritisch angemerkt wurde, dass Paris sich nicht mit verbündeten Ländern koordiniert habe. Die Probleme der NATO bei einer Einigung wurden vielfach mit dem Ausschluss der Türkei beim Pariser Gipfel in Verbindung gebracht. Am 27. März forderte Papst Benedikt XVI. ein Ende der Kämpfe. Die immer dramatischer werdende Lage der Zivilbevölkerung bereite ihm Sorgen. Die internationalen Organisationen und alle Verantwortlichen auf politischer und militärischer Ebene müssten deshalb unverzüglich einen Dialog einleiten, um die Gewalt zu beenden.
Der neuseeländische Premierminister John Key sagte am 20. März 2011, sein Land unterstütze die UN-Resolution und die begonnenen Aktionen und werde die UN-Sanktionen gegen Libyen vollständig umsetzen. Neuseeland habe auch ein Bildungsprogramm zwischen beiden Staaten ausgesetzt. Jegliche Vermögenswerte von Führungspersonen des Regimes – so sie denn in Neuseeland auffindbar seien – würden eingefroren und für Angehörige der Gaddafi-Familie und ihre Unterstützer gelte ein Einreiseverbot. Auch der Führer der Labourpartei Phil Goff sagte, er unterstütze UN-Sanktionsbeschlüsse immer, aber kein einseitiges Handeln. Für Neuseeland würde es nicht viel bringen, wenn wirtschaftliche Sanktionen einseitig erweitert würden. Für die neuseeländische Grüne Partei sprach sich Keith Locke gegen die Militärintervention in Libyen aus.

## Debatte in Deutschland

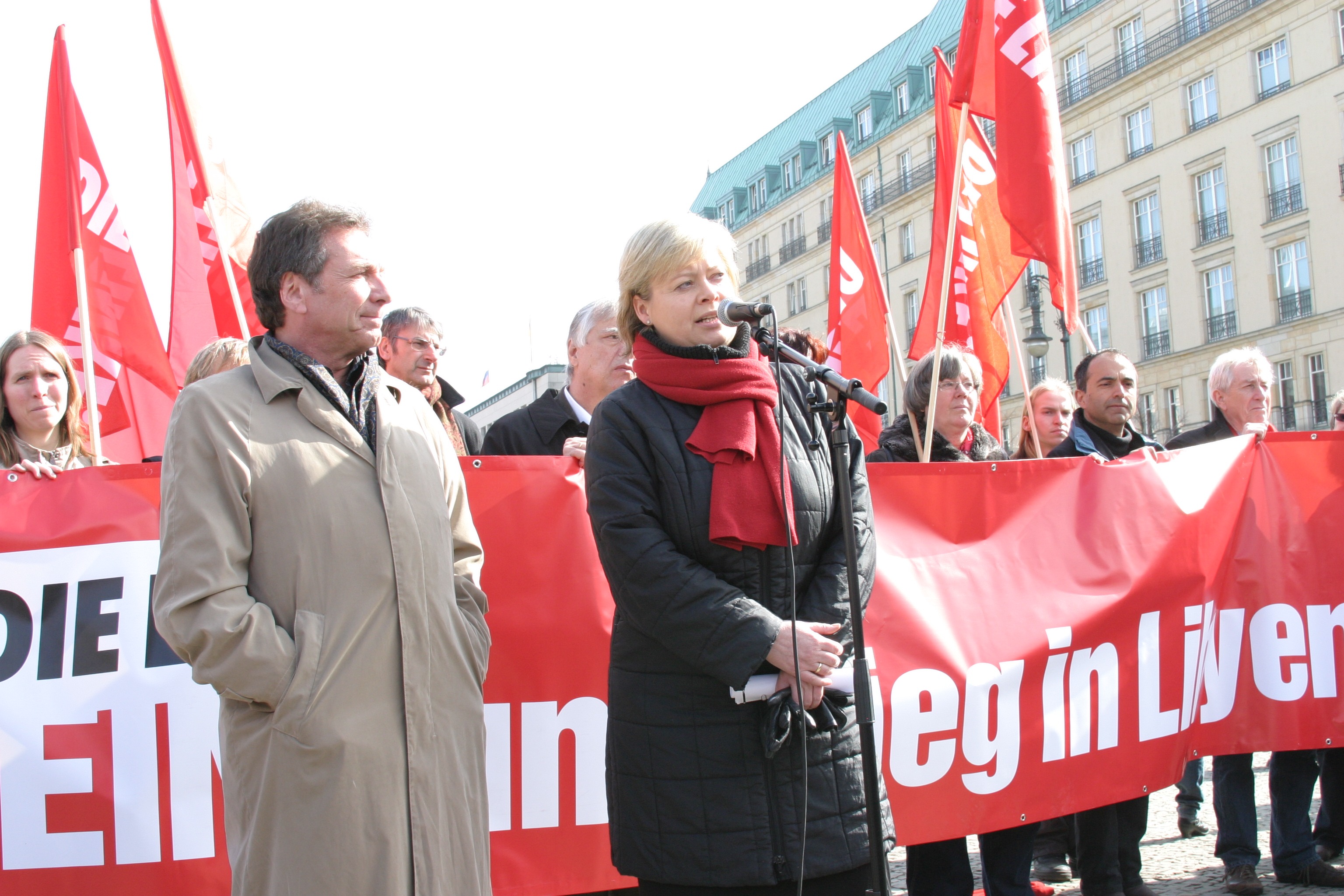
Mahnwache der Partei Die Linke gegen die Militärintervention in Libyen am 20. März 2011 vor dem Brandenburger Tor

In Deutschland fand bislang (Stand: 7. November 2015) keine ausgeprägte Debatte über die deutsche Haltung zur Libyen-Intervention statt. Aus den Reihen der Unionspolitiker gab es verhaltene Kritik an der Enthaltung Deutschlands. Kritisch äußerten sich Volker Rühe, einst CDU-Generalsekretär und Verteidigungsminister, Christian Schwarz-Schilling und Wolfgang Bosbach.
- Rühe nannte die Enthaltung einen „schweren Fehler von historischer Dimension mit unvermeidlichen Spätfolgen“. „Die tragenden Säulen der Unionspolitik werden mit diesem Verhalten in einer Mischung aus Orientierungslosigkeit und Unfähigkeit zerstört“.
- Schwarz-Schilling warf der Bundesregierung „historischen Zynismus“ vor. Bei der Verhängung der Flugverbotszone über Libyen sei es darum gegangen, ein Massaker wie seinerzeit im bosnischen Srebrenica zu verhindern. „Da kann man sich nicht einfach zurückziehen“. Es sei ein großer Fehler, dass die Bundesregierung im Kampf gegen Libyens Machthaber Gaddafi die internationale Solidarität aufgekündigt habe.[261]
- Bosbach sagte: „Das Abstimmungsverhalten berührt eine Frage von grundsätzlicher außenpolitischer Bedeutung, weil es um unser Verhältnis zu unseren engen europäischen und amerikanischen Partnern geht. Wir hätten an ihrer Seite stehen müssen“.[262]
- Gunter Pleuger hielt die deutsche Enthaltung bei der UN-Abstimmung für „eine klare Abkehr von der multilateralen Politik bisheriger Bundesregierungen“. Das Argument, Berlin hätte sich bei einem Ja an Militäraktionen beteiligen müssen, nannte Pleuger falsch. „Die Bundesregierung hätte vor der Abstimmung erklären können, dass Deutschland sich nicht militärisch an der Umsetzung der Resolution beteiligen wird. Darauf hätte man bei einer Zustimmung zur Resolution verweisen können.“ Pleuger war von November 2002 bis Juli 2006 der ständige Vertreter der Bundesrepublik Deutschland bei den Vereinten Nationen in New York, also während der Debatte um den Irakkrieg, er wies Vergleiche mit der Position der rot-grünen Bundesregierung (Kabinett Schröder II) zurück. Damals hätten Frankreich und mehrere andere europäische Länder an der Seite Deutschlands gestanden. „Beim Thema Irak-Krieg waren wir in guter Gesellschaft und hatten die Mehrheit hinter uns. Jetzt sind wir in schlechter Gesellschaft und haben die Mehrheit gegen uns.“[261]

Reinhard Merkel kommentierte in der ZEIT: „Die öffentliche Debatte über die militärische Intervention in Libyen hat eine Reihe von Fragen bislang ohne Antwort gelassen. Ihre Bedeutung reicht über den gegenwärtigen Anlass weit hinaus.
- Was sind Grund und Grenzen der Legitimation eines Krieges zu humanitären Zwecken?
- Gab es vor dem Ausbruch der Kämpfe eine Rechtfertigung für die libysche Opposition, ihren Widerstand gegen Gaddafi zum offenen Bürgerkrieg auszuweiten?
- Hängt hiervon etwas ab für das mögliche Recht externer Mächte, gewaltsam zu intervenieren?
- Senkt der jetzige Krieg die Schwelle für die Ausnahmen vom Gewaltverbot, und welche Bedeutung hätte das für die normative Weltordnung?“[263]

Linke Kritiker des Kriegseinsatzes in Deutschland haben sich ebenfalls besorgt über die Folgen des Krieges für das Völkerrecht geäußert. So hat der Politikwissenschaftler Ingar Solty argumentiert, dass die NATO sich durch die Bombardierung des von Gaddafi kontrollierten Landesteils faktisch zur Luftwaffe der Aufständischen gemacht habe. Die UN-Resolution 1973 sei bewusst so offen formuliert worden, um die Einrichtung einer Flugverbotszone zum Schutz der Zivilbevölkerung in einen völkerrechtswidrigen Krieg mit dem Ziel des Regimewechsels ausweiten zu können. Der Schutz der Zivilbevölkerung, sofern überhaupt realistisch, sei allenfalls ein Nebeneffekt. Die eigentlichen Kriegsziele des Westens seien die Gewährleistung des freien Ölflusses aus Libyen, die Wiedergewinnung geopolitischer Kontrolle in Nordafrika nach den Ereignissen des Arabischen Frühlings vom Jahresanfang 2011 und die Erneuerung der Ideologie vom humanitären Krieg. Entgegen populärer marxistischer Imperialismusanalysen sei der Krieg gegen Gaddafi jedoch kein Krieg zur Erschließung neuer Märkte. Gaddafi habe sich seit 2003 zu einem wichtigen Verbündeten des Westens in der Region entwickelt und die Integration Libyens in den globalen Kapitalismus aus eigenem Antrieb forciert. Die Sorge um die kriselnde Weltwirtschaft und plötzliche Preissteigerungen des Öls hätten unter den westlichen Regierungen zu der Auffassung geführt, dass ein schneller Regimewechsel in Libyen den westlichen Interessen am ehesten entspreche.
Reinhard Merkel bezeichnete die Intervention als „illegitim“. Die gängige Rechtfertigung des militärischen Eingriffs mit der Schutzverantwortung sei nicht zulässig. Die Schwierigkeiten eines demokratischen State-Building ohne historisches Fundament und nach einem von außen erzwungenen Regimewechsel würden oft unterschätzt. Nicht jede Kriegshandlung innerhalb eines Staates sei als Völkermord zu werten. Es sei offensichtlich gewesen, dass Gaddafi keinen Völkermord begonnen habe.
Bundesentwicklungsminister Gerd Müller hielt im März 2017 die militärische Intervention in Libyen für einen Fehler. So sei der Einsatz nicht weiterentwickelt, Milizen nicht entwaffnet und nicht in die Stabilisierung des Landes investiert worden. „In Libyen hat die Weltgemeinschaft große Fehler gemacht, indem Gaddafi weggebombt wurde.“

## Eingesetzte Ressourcen

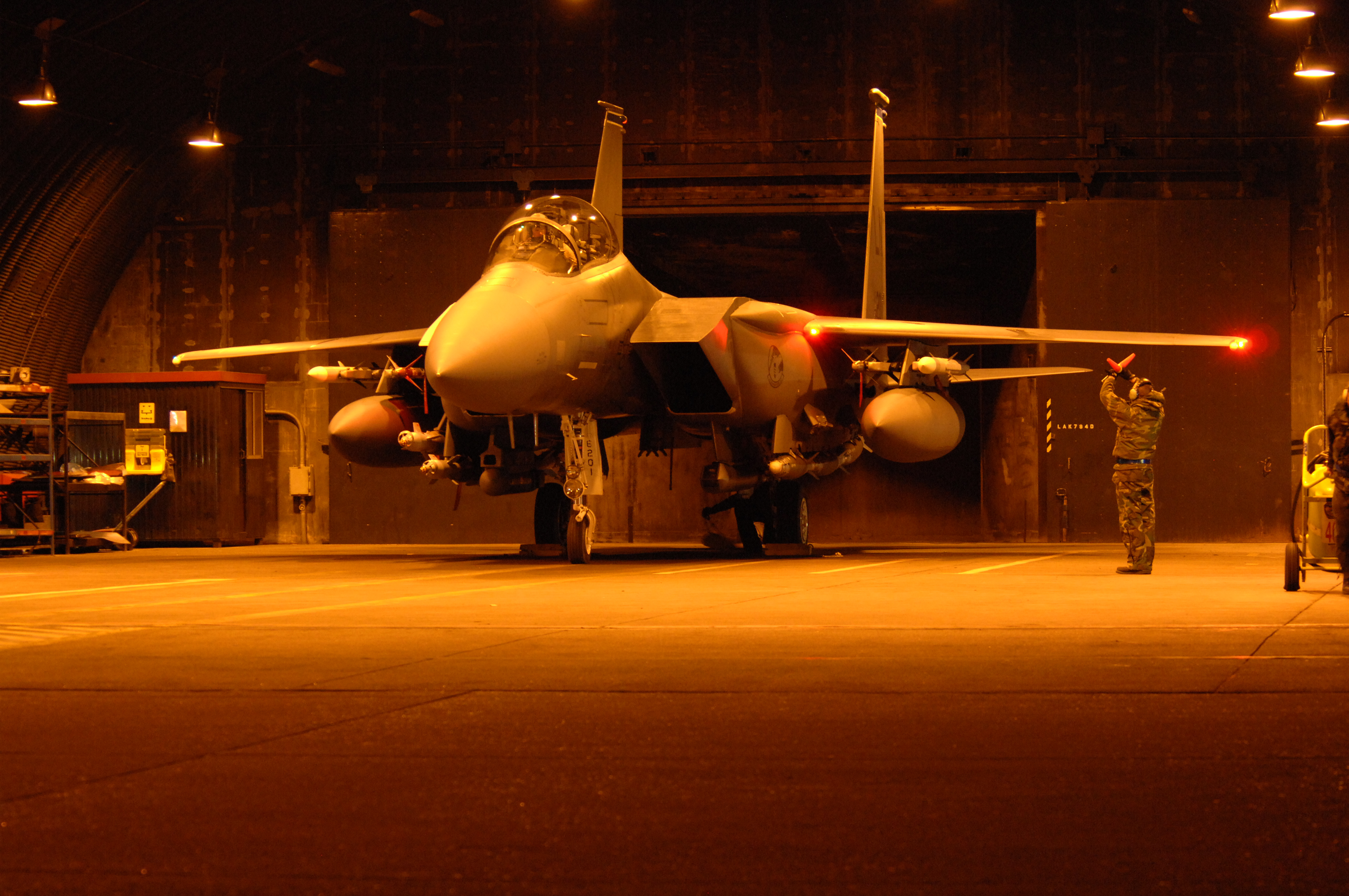
Eine amerikanische F-15E Strike Eagle verlässt am 19. März 2011 den Militärflugplatz RAF Lakenheath.

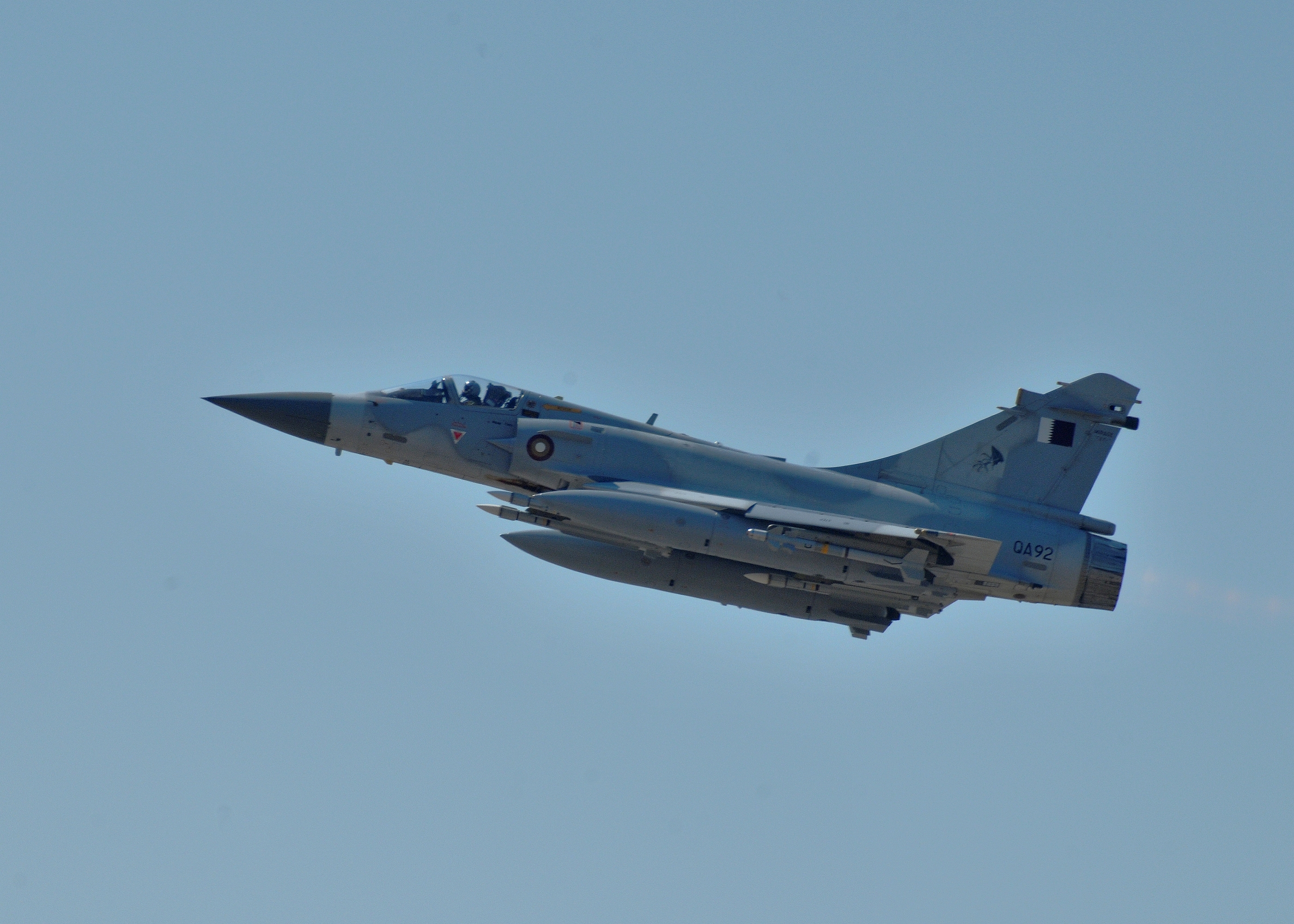
Eine Mirage 2000-5 der Luftwaffe Katars als Teil der Joint Task Force Odyssey Dawn.

Die folgenden militärischen Ressourcen wurden für den Einsatz erwogen oder bestimmt:
- Belgien: Beteiligung mit sechs F-16-Jagdflugzeugen von einer Militärbasis auf der griechischen Halbinsel Peloponnes und dem Minenräumboot M923 Narcis (Tripartite-Klasse) im Mittelmeer.[268][269]
- Dänemark: Verlegung von sechs F-16-Mehrzweckkampfflugzeugen, einem Transportflugzeug und 100 Soldaten von Skrydstrup nach Sigonella auf Sizilien.[270]
- Frankreich: Mehrere Kampfflugzeuge der Typen Dassault Rafale und Dassault Mirage 2000 der Armée de l’air. Hubschrauber der Typen Eurocopter Tiger und Gazelle.[271] Verlegung des Flugzeugträgers Charles de Gaulle mit acht Rafale-M-Mehrzweckkampfflugzeugen und sechs Super-Étendard-Jagdbombern an Bord von Toulon in Richtung libysche Küste.[272] Der Hubschrauberträger Mistral befindet sich vor Tunesien, das Schwesterschiff Tonnerre im Golf von Sidra. Zwei Flugabwehrzerstörer – die Jean Bart und die Forbin – werden vor der Küste von Bengasi eingesetzt. Frankreich verfügt über Stützpunkte in Solenzara auf Korsika und in N’Djamena im Tschad. Genaue Angaben bisher nicht bekannt.
- Griechenland: Griechenland stellt Militärbasen zur Verfügung, darunter die Souda Air Base auf Kreta, wollte aber nicht selbst an Kampfhandlungen teilnehmen.
- Vereinigtes Königreich: Mehrere Eurofighter und Tornado-Kampfflugzeuge, Transport- und Überwachungsflugzeuge, seit Anfang Juni auch Apache-Kampfhubschrauber, die vom Hubschrauberträger Ocean aus operieren,[273] die Fregatten Westminster und Cumberland und das mit Marschflugkörpern bewaffnete Atom-U-Boot Triumph. Nutzung der Stützpunkte in Gibraltar, auf Akrotiri und Dekelia auf Zypern möglich. In Libyen selbst helfen Angehörige der Spezialeinheiten SAS, SRR und SBS bei der Koordinierung der Luftangriffe.[274]
- Rumänien: Entsendung der Fregatte „Regele Ferdinand“ mit 205 Mann Besatzung und zwei Offizieren des Generalstabs der Marine zur Teilnahme an „Unified Protector“.
- Italien: Stützpunkte in Aviano, Decimomannu, Trapani, Pantelleria, Sigonella, Gioia del Colle und Amendola zur Verfügung gestellt. Zwölf Kampfflugzeuge und zwei Tankflugzeuge für Einsätze in Libyen ständig verfügbar gehalten und vorwiegend von Trapani aus eingesetzt.[275] Seefernaufklärer, Drohnen und andere Mittel zu Aufklärungszwecken eingesetzt.[276][277] Mehrere Kriegsschiffe entsandt, darunter den Flugzeugträger Giuseppe Garibaldi.[278]
- Kanada: Verlegung von sechs CF-18-Jagdbombern von der Air Base Bagotville nahe Saguenay mit 140 Mann nach Italien, die mit Lenkwaffen ausgerüstete Fregatte HMCS Charlottetown wurde ins Mittelmeer verlegt.
- Niederlande: Am 24. März Verlegung von sechs F-16 und einer KDC-10 nach Decimomannu in Sardinien. Minensucher Haarlem ins zentrale Mittelmeer entsandt.
- Norwegen: Verlegung von sechs F-16-Kampfflugzeugen und einem Orion-Seeaufklärer von der Ørland Air Force Base bei Trondheim auf Stützpunkte in Kreta und Sardinien.[279]
- Spanien: Vier F/A-18-Hornet-Kampfflugzeuge, ein Boeing-707-Tankflugzeug sowie ein CN-235-Seeaufklärer operieren von Decimomannu aus. Zudem wurden die Fregatte Méndez Núñez und das U-Boot Tramontana an die libysche Küste verlegt. Darüber hinaus stellt Spanien seine Luftwaffenstützpunkte in Rota und Morón zur Verfügung.[280]
- Vereinigte Staaten: Möglicherweise Einsatz von zwei Geschwadern mit insgesamt 40 F-16-Flugzeugen, die auf der Aviano Air Base stationiert sind. Zur Verfügung stehen auch die 29 F-16-Flugzeuge der Spangdahlem Air Base.[281] Die US Navy patrouilliert bereits mit dem Hubschrauberträger Kearsarge, den Lenkwaffenzerstörern Barry, Mason und Stout, dem amphibischen Transportschiff Ponce und den Atom-U-Booten Florida und Providence im Mittelmeer. Außerdem wurden drei B-2-Langstreckenbomber sowie F-15- und F-16-Kampfflugzeuge der Luftwaffe eingesetzt.[117] Ferner kommen EA-18G Growler der US Navy von Sizilien aus zum Einsatz und ab Ende März wurden zudem sechs A-10 Thunderbolt II und zwei AC-130 eingesetzt.[282] Von der Kearsarge werden ferner AV-8B Harrier II eingesetzt. Im Einsatz sind auch die unbewaffneten Versorgungsschiffe Kanawha (AO-1), Lewis and Clark und Robert E. Peary (T-AKE-5). Am 21. April 2011 genehmigte US-Präsident Barack Obama den Einsatz von Predator-Drohnen. Sie sollen speziell über Misrata eingesetzt werden.[283]

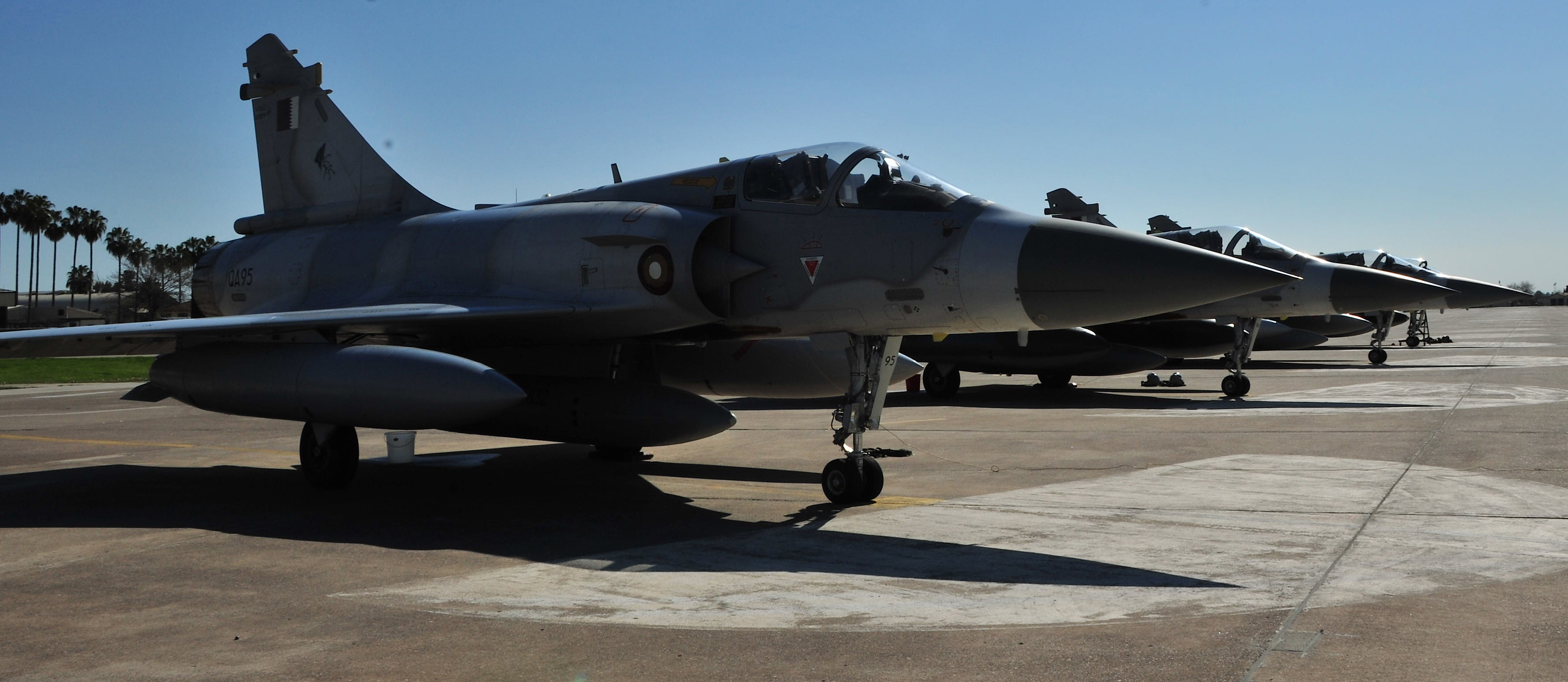
Mirage 2000-5 der Luftwaffe Katars beim Auftanken in der Türkei

- Katar: Militärische Beteiligung nach Übernahme des Kommandos durch die NATO mit bis zu sechs Flugzeugen vom Typ Mirage 2000-5 und zwei C-17A-Transportflugzeugen.[284]
- Vereinigte Arabische Emirate: Beteiligung mit Mirage 2000-9 und F-16-Kampfflugzeugen zugesagt[111][285]
- Schweden: Entsendung von acht Saab JAS 39 Gripen, eines Hercules-Transportflugzeuges, eines Funkmessaufklärers sowie 130 Mann für die Dauer von drei Monaten beabsichtigt. Die Einheiten sollen sich nicht an Bodenangriffen beteiligen.[286]